# 斯福爾扎城堡畫廊
斯福爾扎城堡畫廊 （義大利語：Pinacoteca del Castello Sforzesco）是一個位於義大利米蘭斯福爾扎城堡的畫廊。

## 歷史

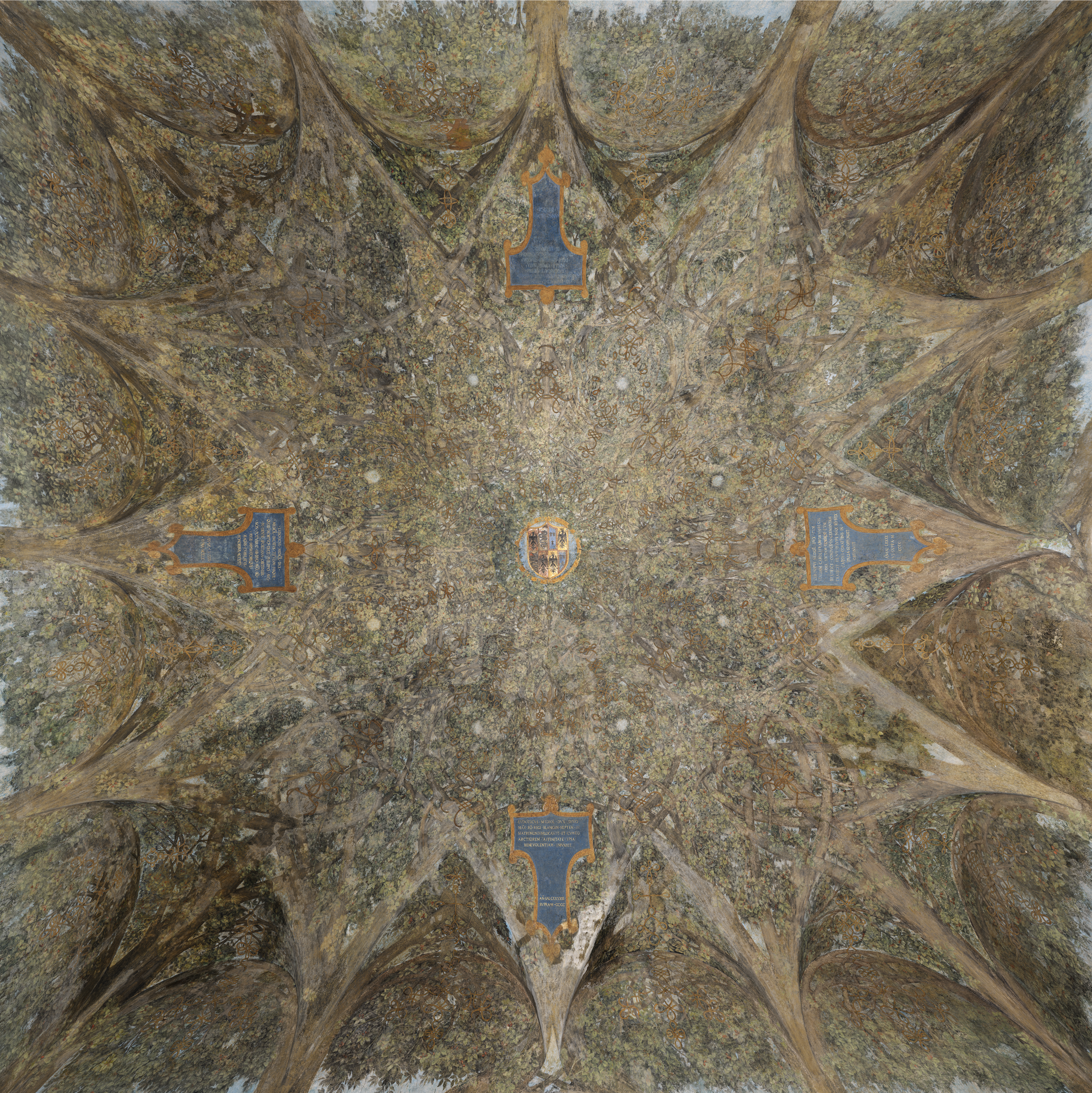
《木板廳》壁畫及穹頂畫，達文西所繪，已經過修復。

米蘭市政府於義大利統一的十幾年後購得當時已殘破不堪的斯福爾扎城堡，並計畫將其規畫成一座市民博物館，因當時正處義大利統一時期，整個半島掀起一股為當地歷史和公民榮譽而戰的革新風潮，貴族及市民們慷慨地將收藏捐贈給剛成立的博物館，最後在1878年，斯福爾扎畫廊成立，並於1893年至1906年城堡進行了修復工作，由建築師盧卡·貝爾特拉米負責，他將城堡回復為15世紀的模樣，城堡共分為非常多的展廳，畫廊只佔了其中6個展廳。

## 收藏
畫廊的藏品大多是由米蘭市民及貴族、愛國人士自發性地捐贈的，但也有許多畫作是之後購得的，例如於1935年收購特里武爾齊奧家族的大量藏品，以及於1995至1998年透過捐款購得的大量畫作，畫廊基本包含文藝復興時期至18世紀的各流派畫作，其中不乏許多名家的傑作。

## 主要館藏列表

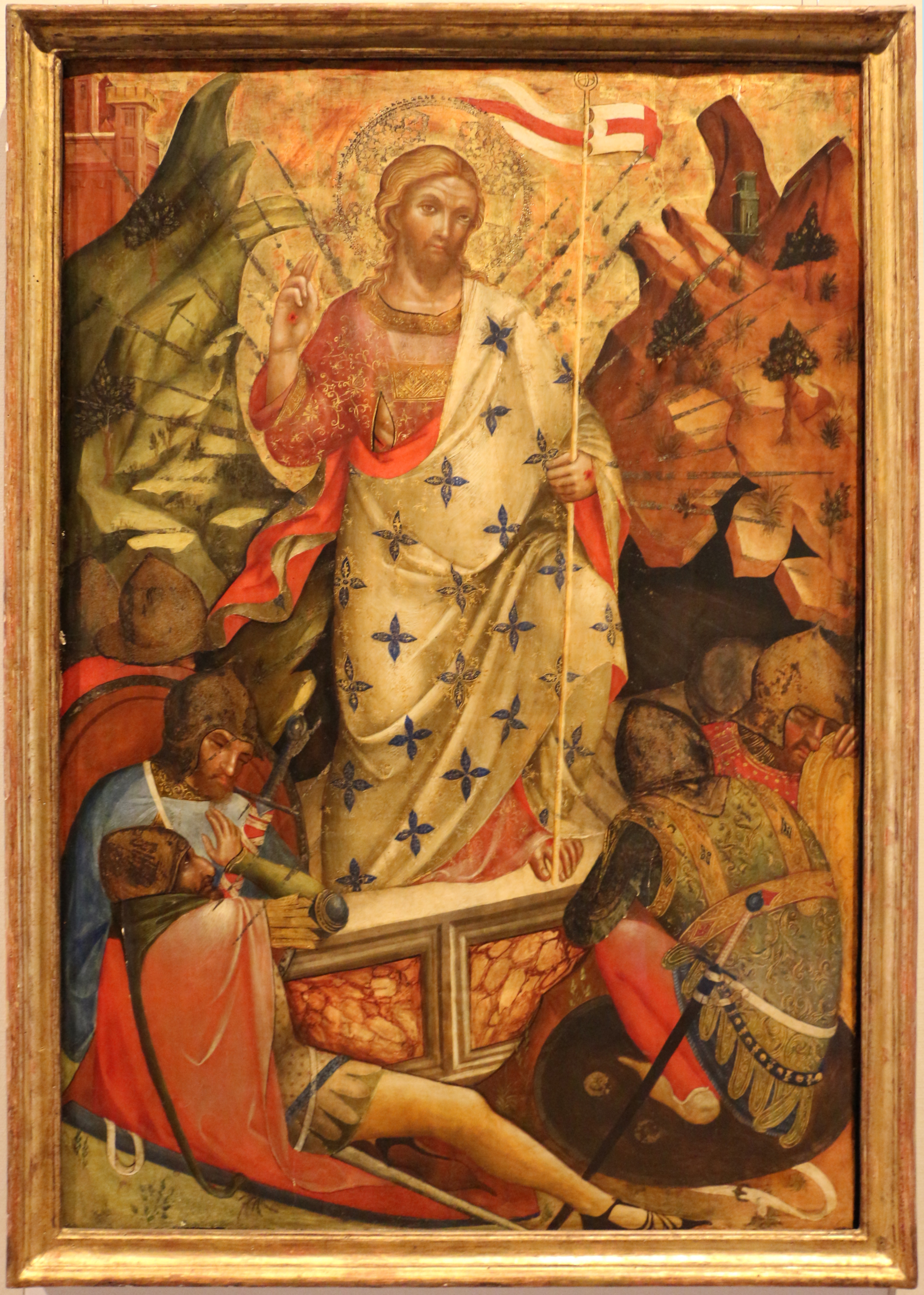
羅倫佐·維內齊亞諾（英语：Lorenzo Veneziano）的《耶穌復活》（Resurrezione），119 × 74cm，約繪於1371年，1899年始藏
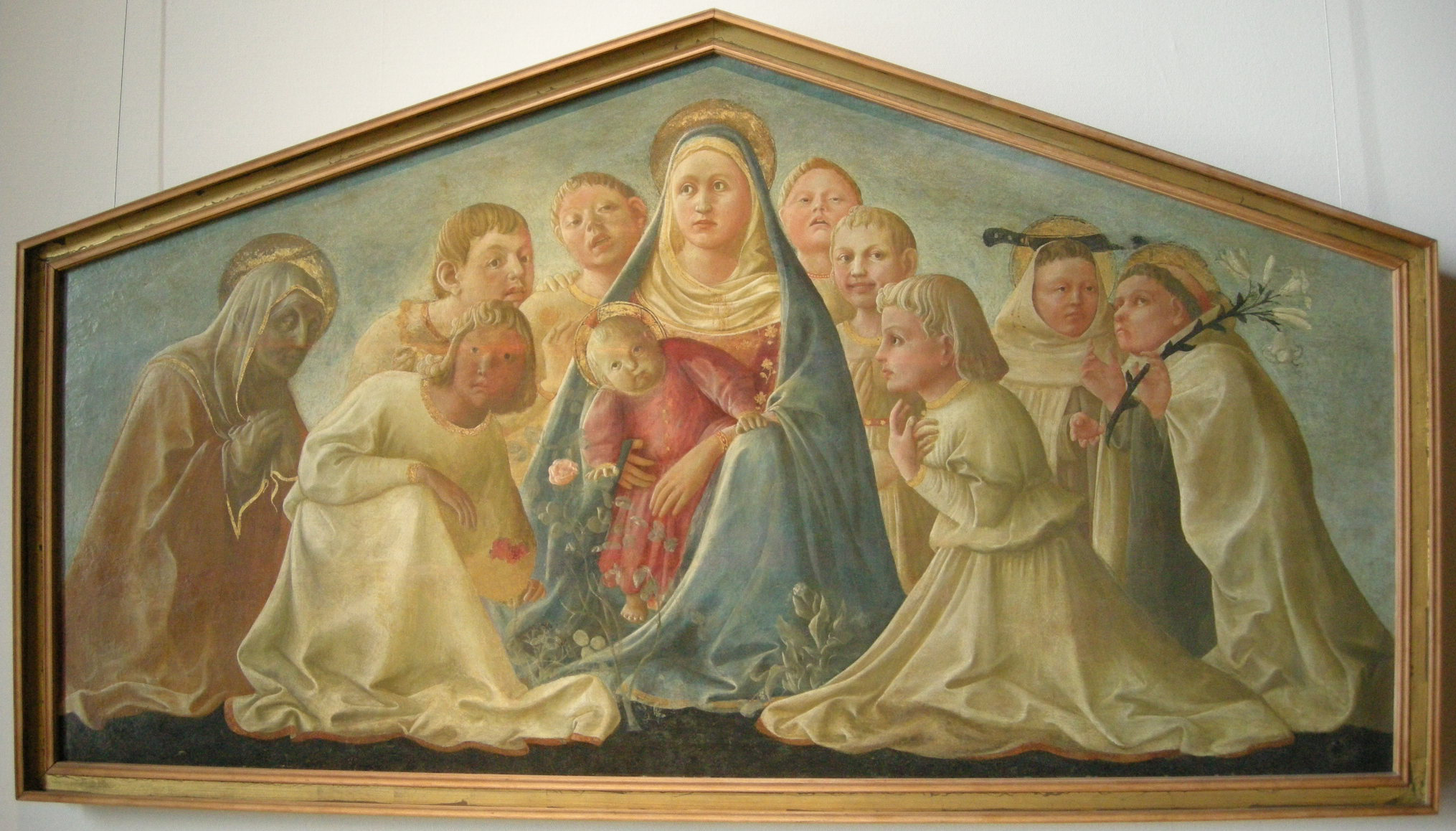
菲利波·利皮的《特里武爾齊奧聖母（義大利語：Madonna Trivulzio）》， 62 × 167.5cm，約作於1429－1432年，1935年始藏，來自路易吉·阿爾貝里科·特里武爾齊奧（Luigi Alberico Trivulzio）的藏品
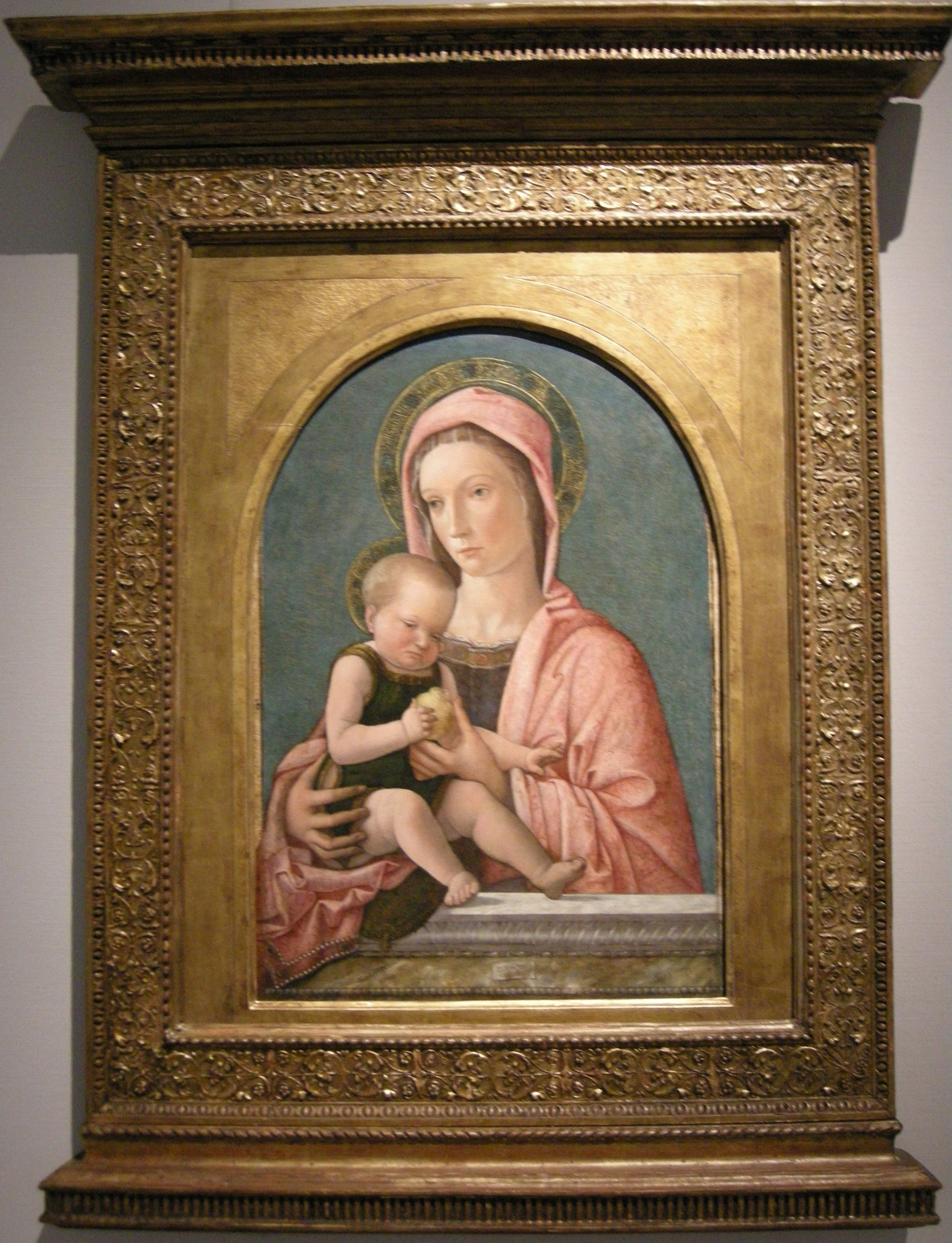
喬瓦尼·貝利尼的《聖母子（義大利語：Madonna col Bambino (Giovanni Bellini Castello Sforzesco)）》，78 × 50cm，約繪於1460－1465年，1935年始藏，來自路易吉·阿爾貝里科·特里武爾齊奧的藏品
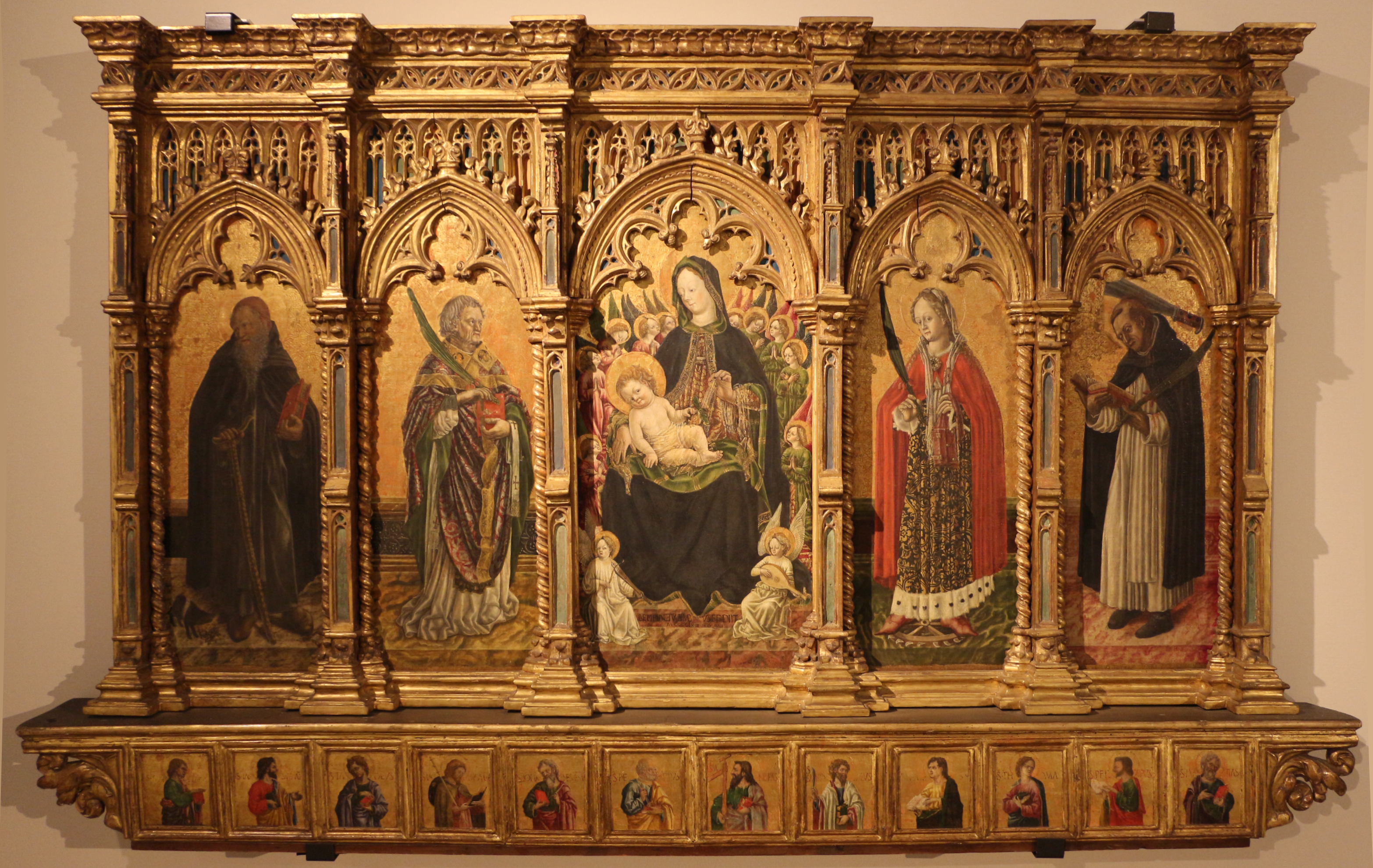
贝内代托·本博（義大利語：Benedetto Bembo）的《托爾基亞拉祭壇畫（義大利語：Polittico di Torchiara）》，123 × 229 × 25cm，約繪於1462年，1936年始藏
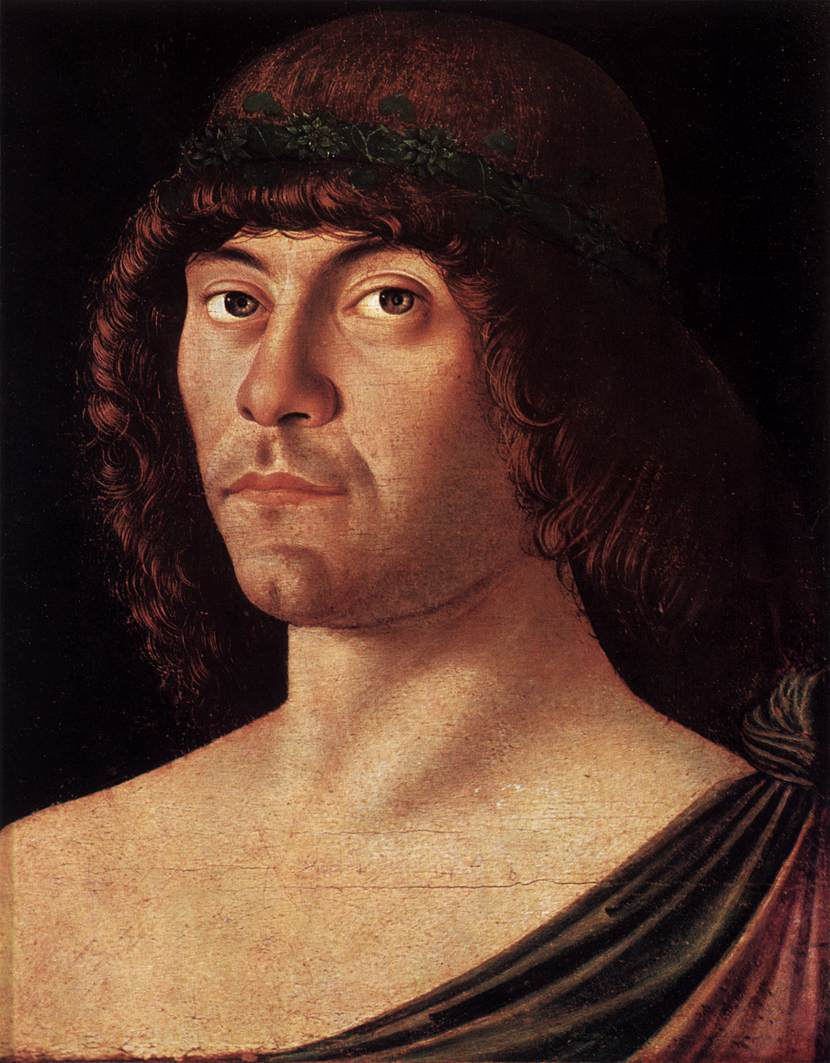
喬瓦尼·貝利尼的《詩人拉法埃萊·佐文佐尼肖像畫（英语：Portrait of a Humanist）》，32 × 28cm，約繪於1467年，1876年始藏
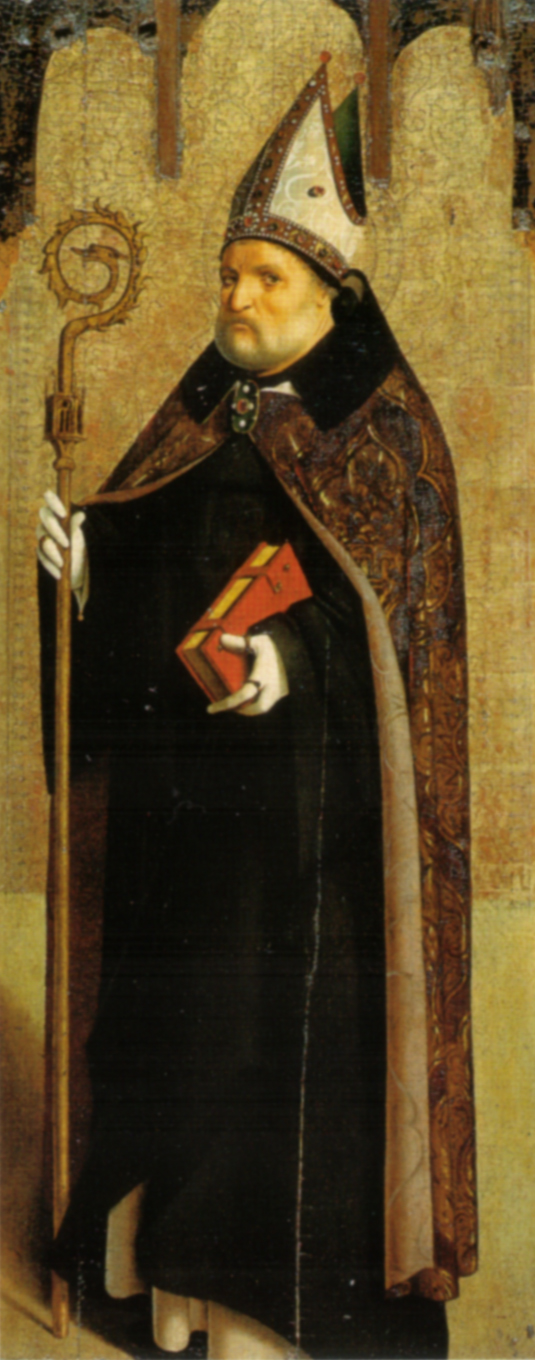
安托內羅·達·梅西那的《聖本篤（義大利語：San Benedetto (Antonello da Messina)）》，105 × 43.5cm，約繪於1470年，1995年始藏
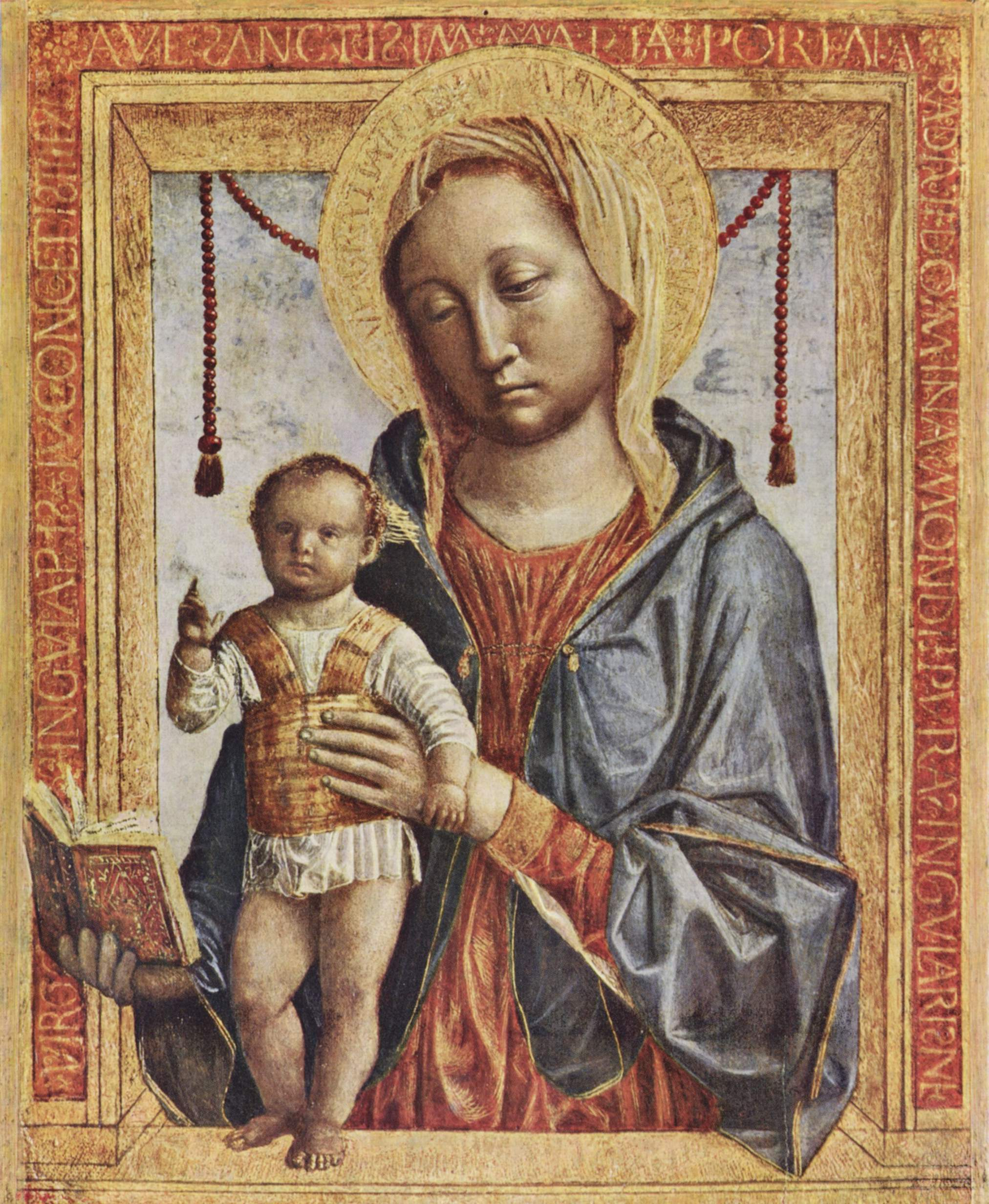
温琴佐·福帕（英语：Vincenzo Foppa）的《讀書聖母與聖子（英语：Madonna and Child with a Book）》，37.5 × 29.6cm，約繪於1475年，1863年始藏
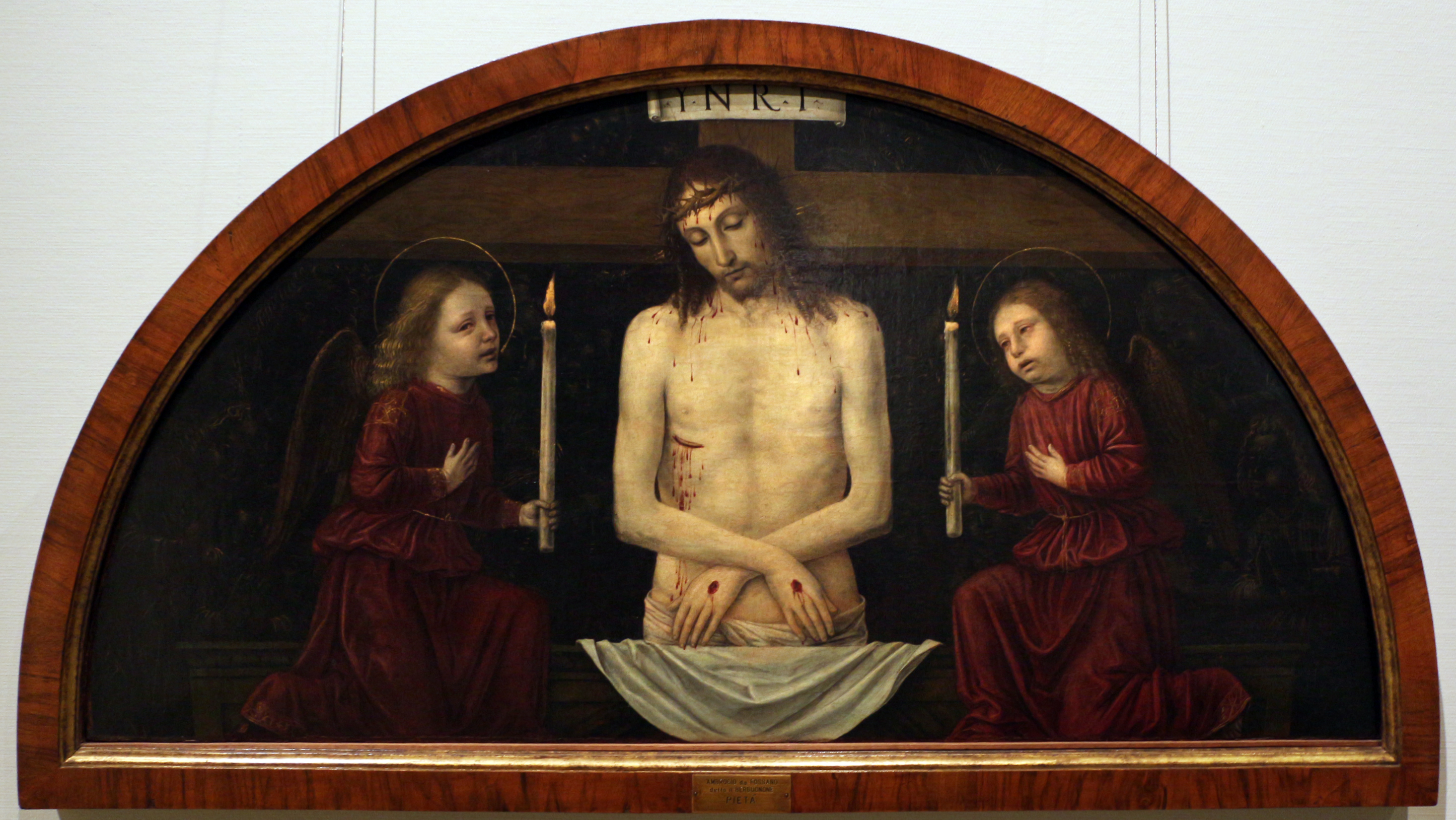
安布羅焦·貝爾戈尼奧內（英语：Ambrogio Bergognone）的《兩位天使間的受難耶穌（義大利語：Cristo in pietà tra due angeli）》，57 × 116cm，約繪於1488－1490年，1952年始藏
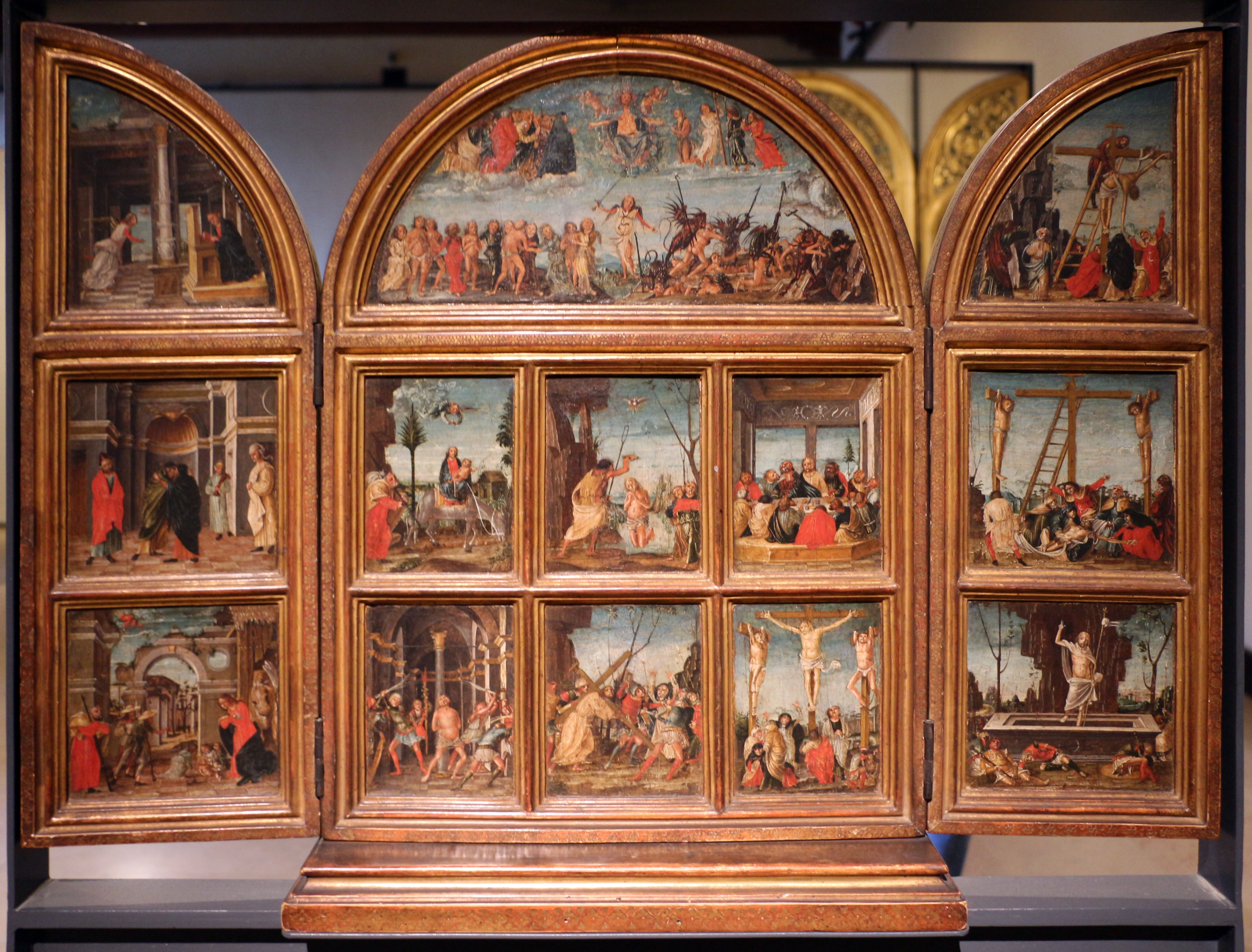
貝爾納迪諾·布蒂諾內（英语：Bernardino Butinone）的《繪有基督生平及基督受難的神龕》（Tabernacolo con le storie della vita e della passione di cristo），34.5 × 70cm，約繪於15世紀末，1903年始藏
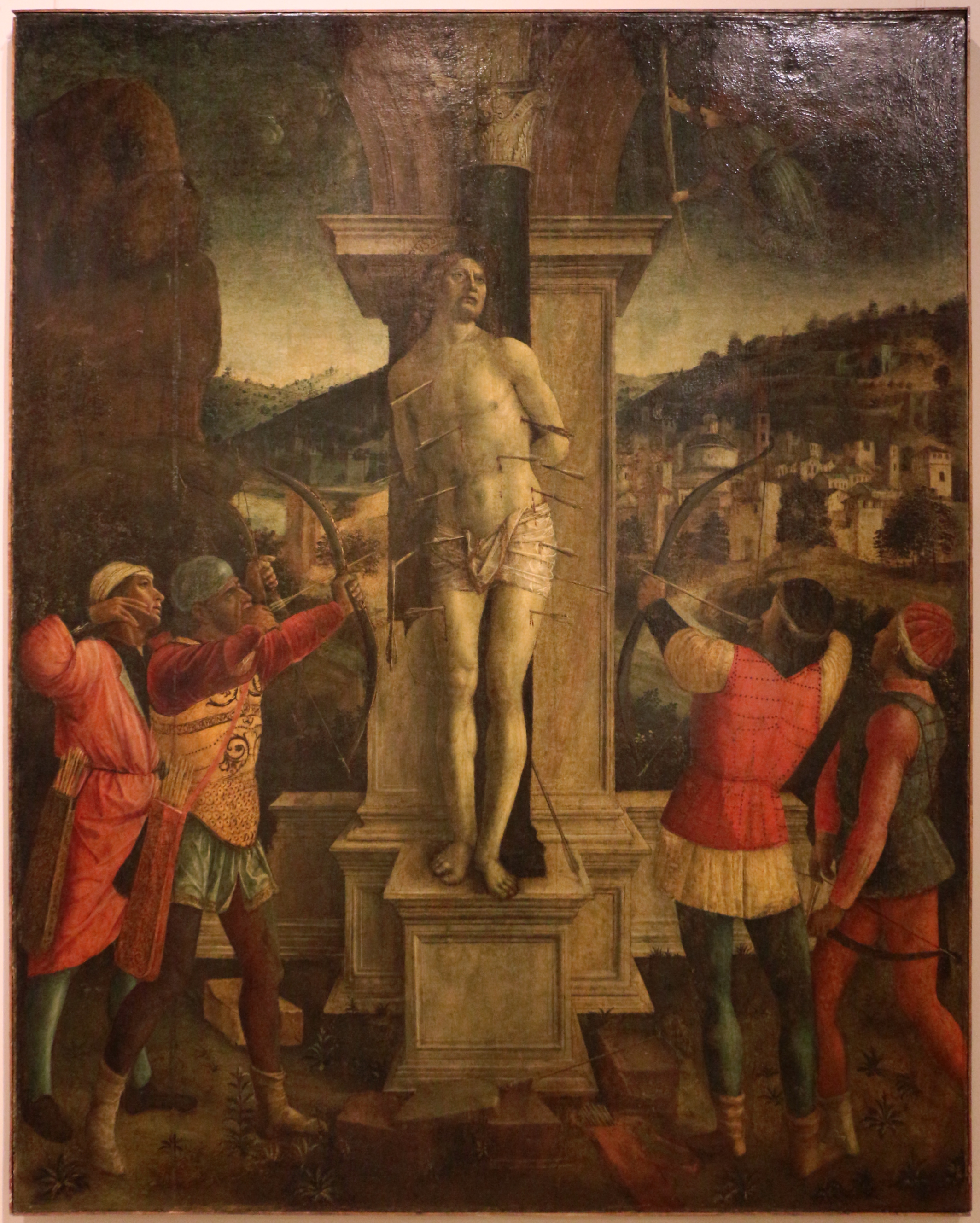
温琴佐·福帕的《聖塞巴斯蒂亞諾的殉道》（Martirio di san Sebastiano），240 × 190cm，約繪於15世紀末，1898年始藏
安德烈亞·曼特尼亞的《特里武爾齊奧祭壇畫（英语：Trivulzio Madonna）》，287 × 214cm，約繪於1497年，1935年始藏，來自路易吉·阿爾貝里科·特里武爾齊奧的藏品[12]
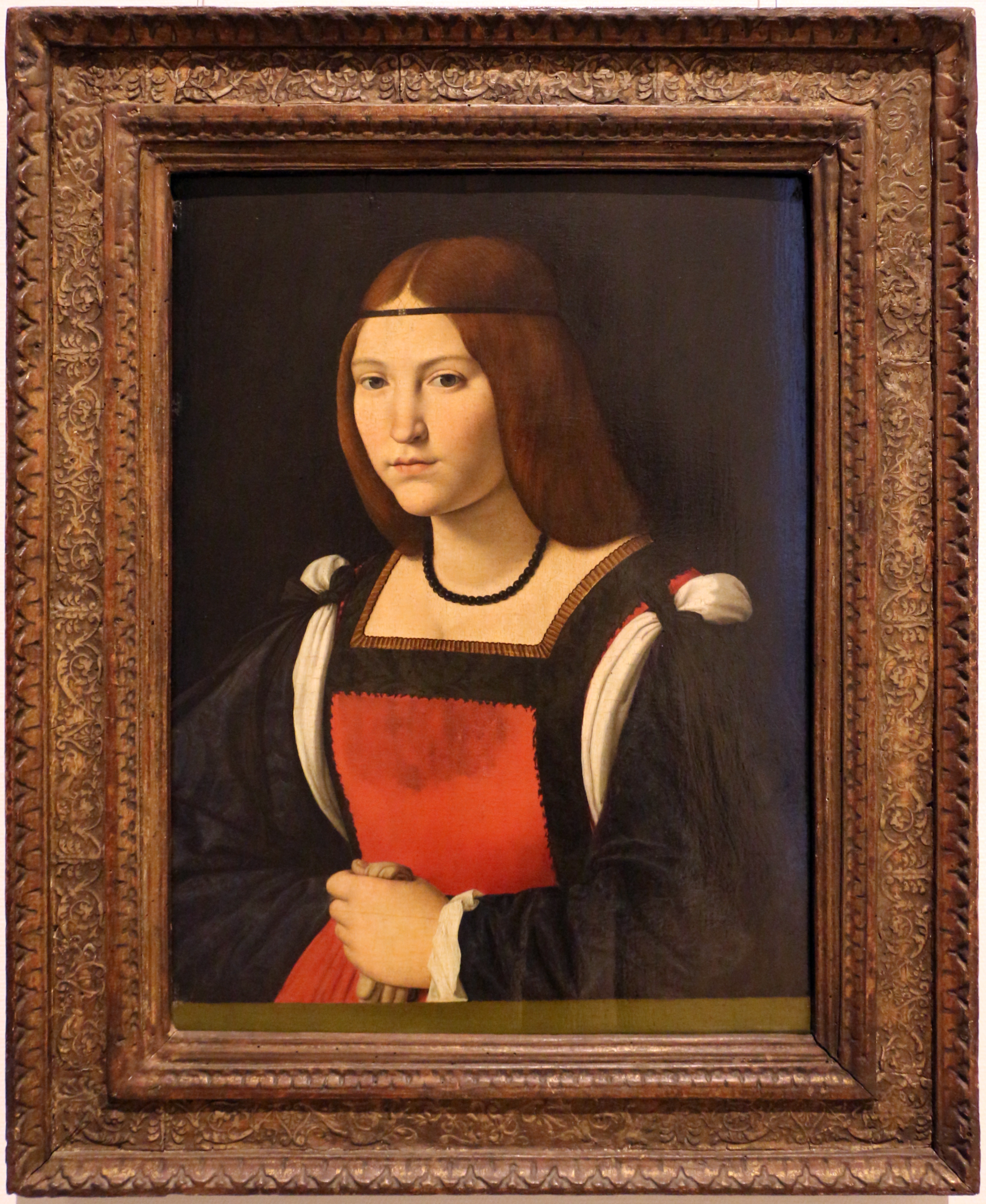
安德里亞·索拉里的《女性肖像》（Ritratto femminile），55 × 42cm，約繪於1505-1507年，1912年始藏
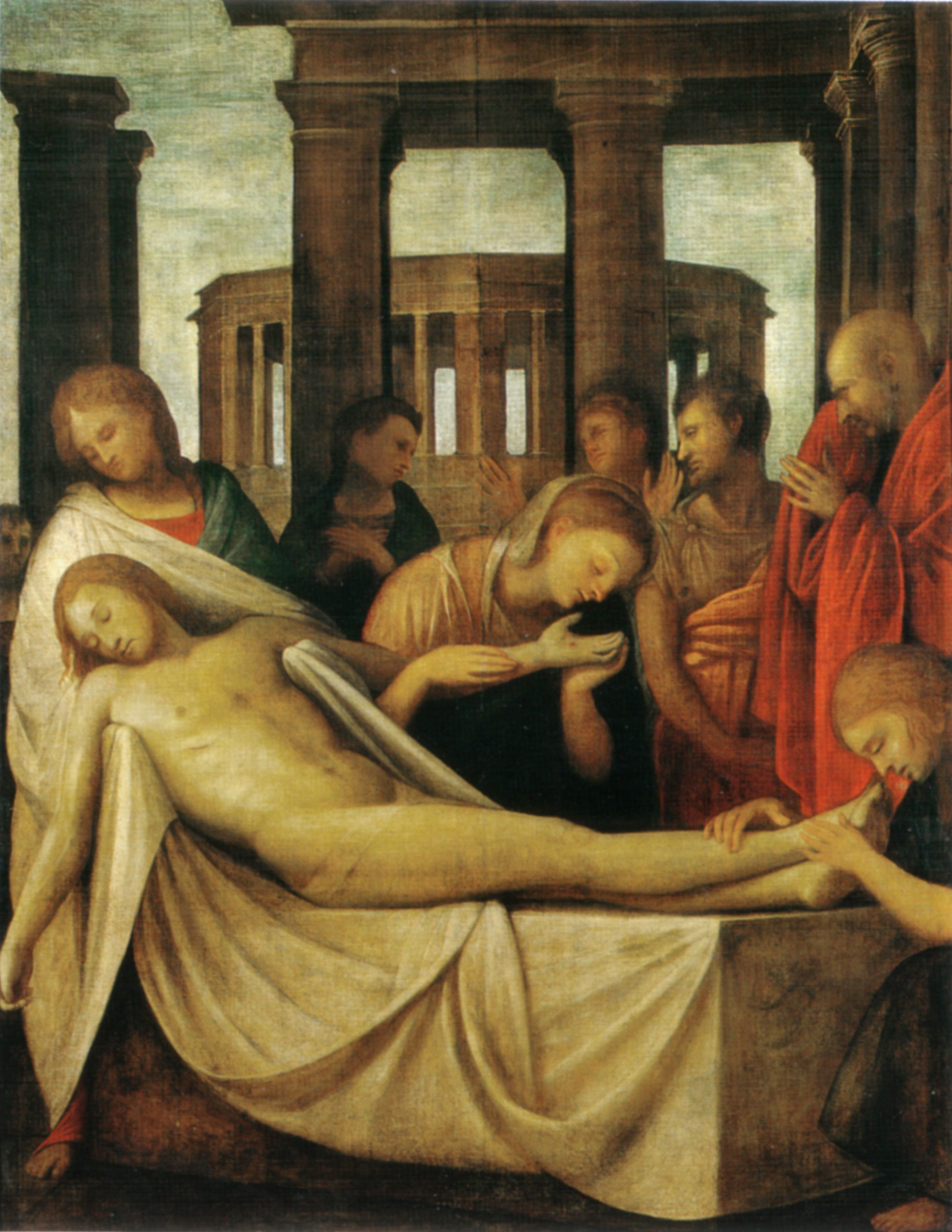
布拉曼蒂諾（英语：Bramantino）的《哀悼基督（義大利語：Compianto sul Cristo morto (Bramantino)）》，195 × 152cm，約繪於1515－1520年，1895年始藏
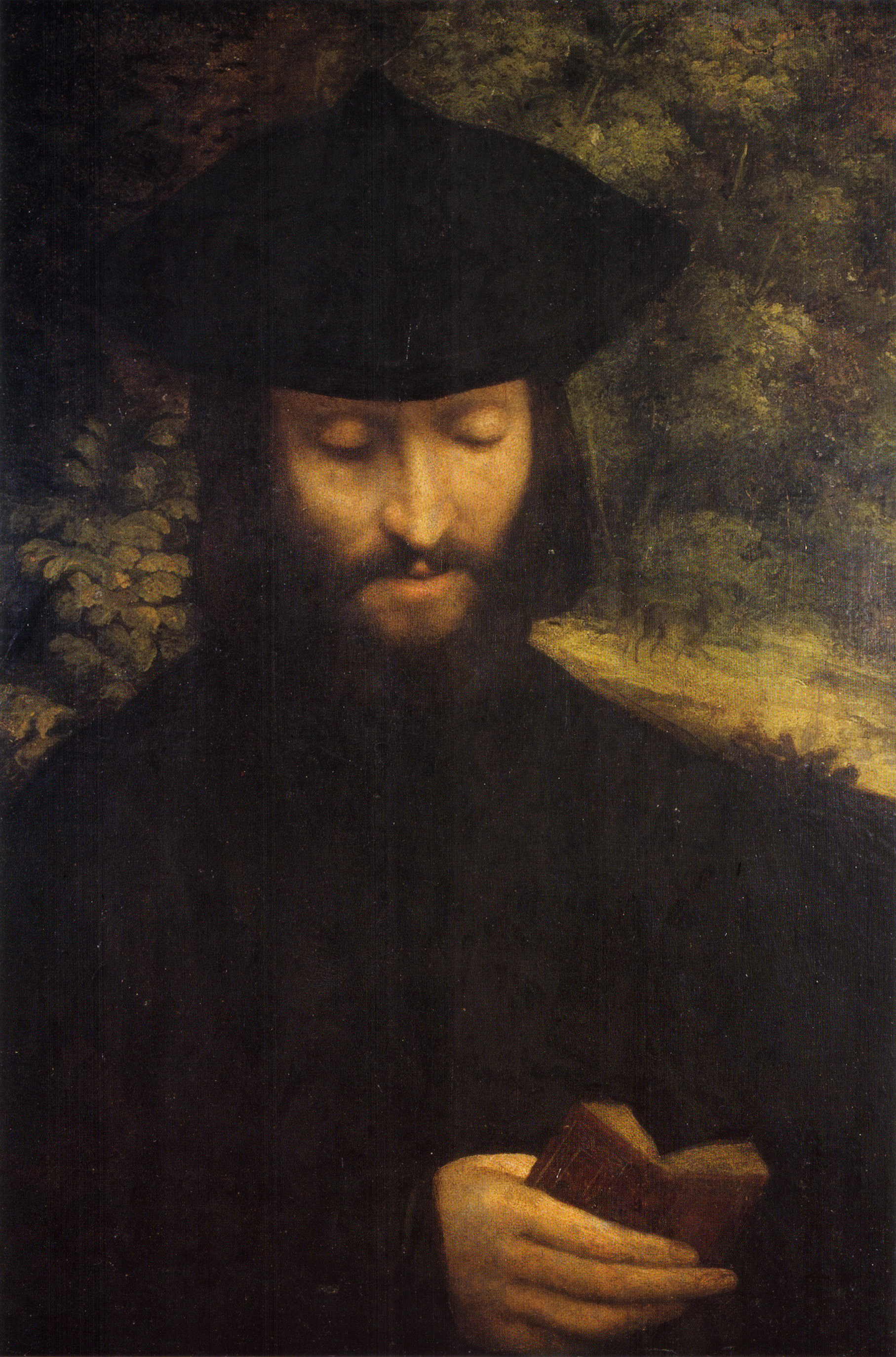
科雷吉歐的《讀書男子肖像畫（英语：Portrait of a Man with a Book）》，60.2 × 42.5cm，約繪於1517－1523年，1945年始藏
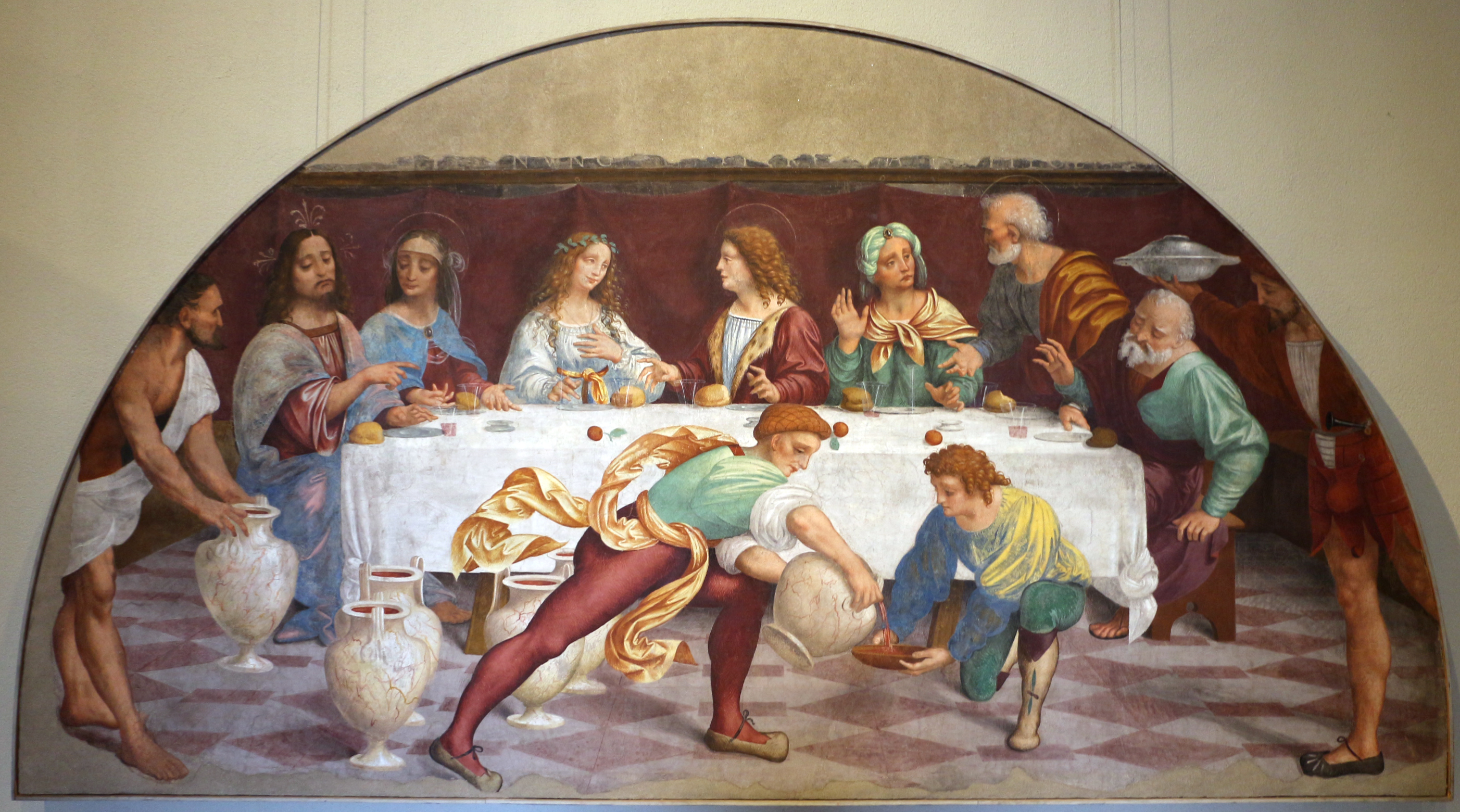
馬爾科·多焦諾（英语：Marco d'Oggiono）的《迦南的婚禮（義大利語：Nozze di Cana (Marco d'Oggiono)）》，180 × 335cm，約繪於1519－1522年，1955年始藏，來自布雷拉畫廊
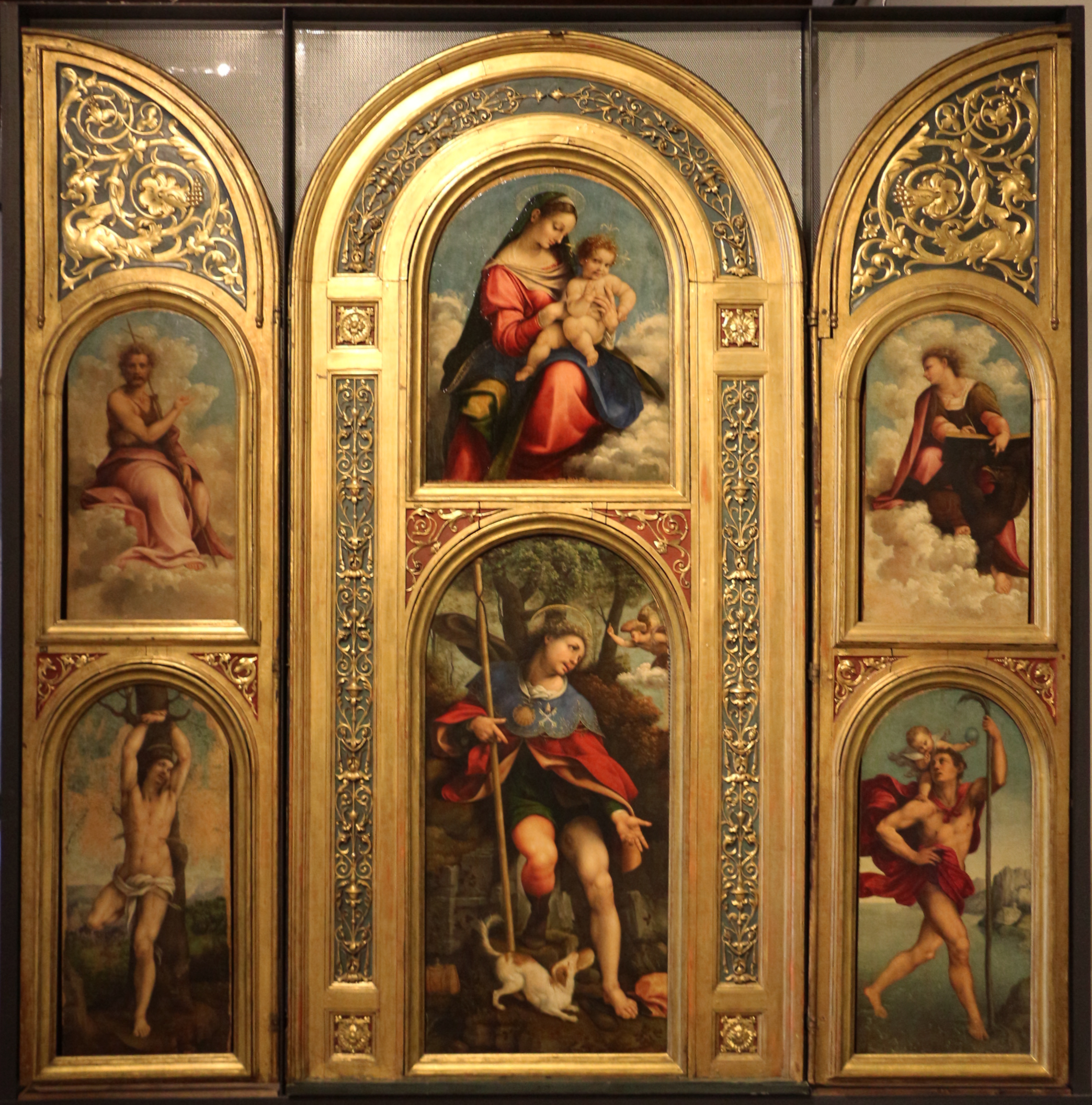
切薩雷·達·塞斯托（英语：Cesare da Sesto）的《聖洛可教堂祭壇畫（義大利語：Polittico di san Rocco (Cesare da Sesto)）》，中央228 × 65cm，兩側183.5 × 47cm，約繪於1523年，1923年始藏，來自梅爾齊·埃里爾家族（Melzi d'Eril）的藏品
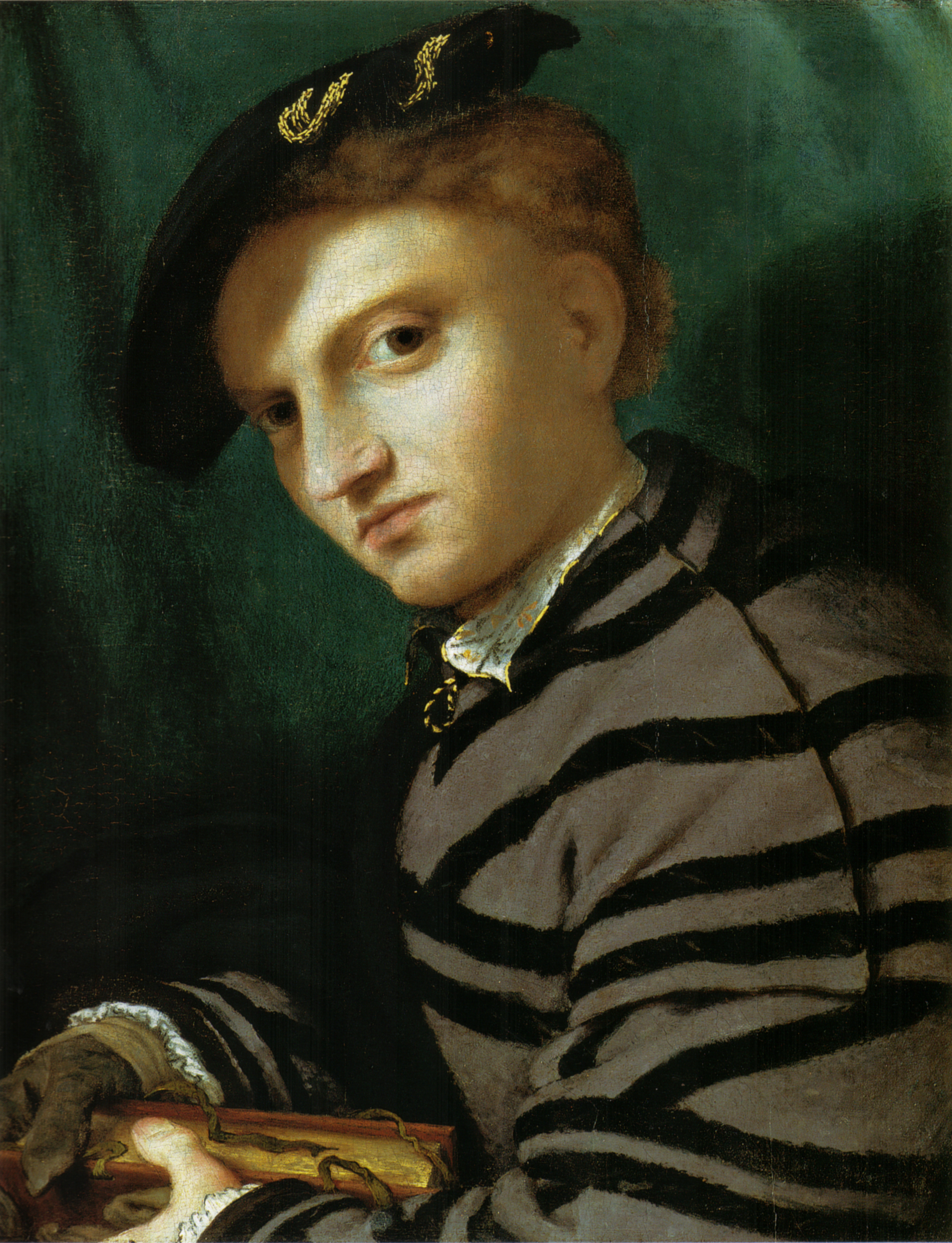
羅倫佐·洛托（英语：Lorenzo Lotto）的《讀書少年肖像畫（義大利語：Ritratto di giovane con libro）》，34.5 × 27.5cm，約繪於1524－1527年，1876年始藏
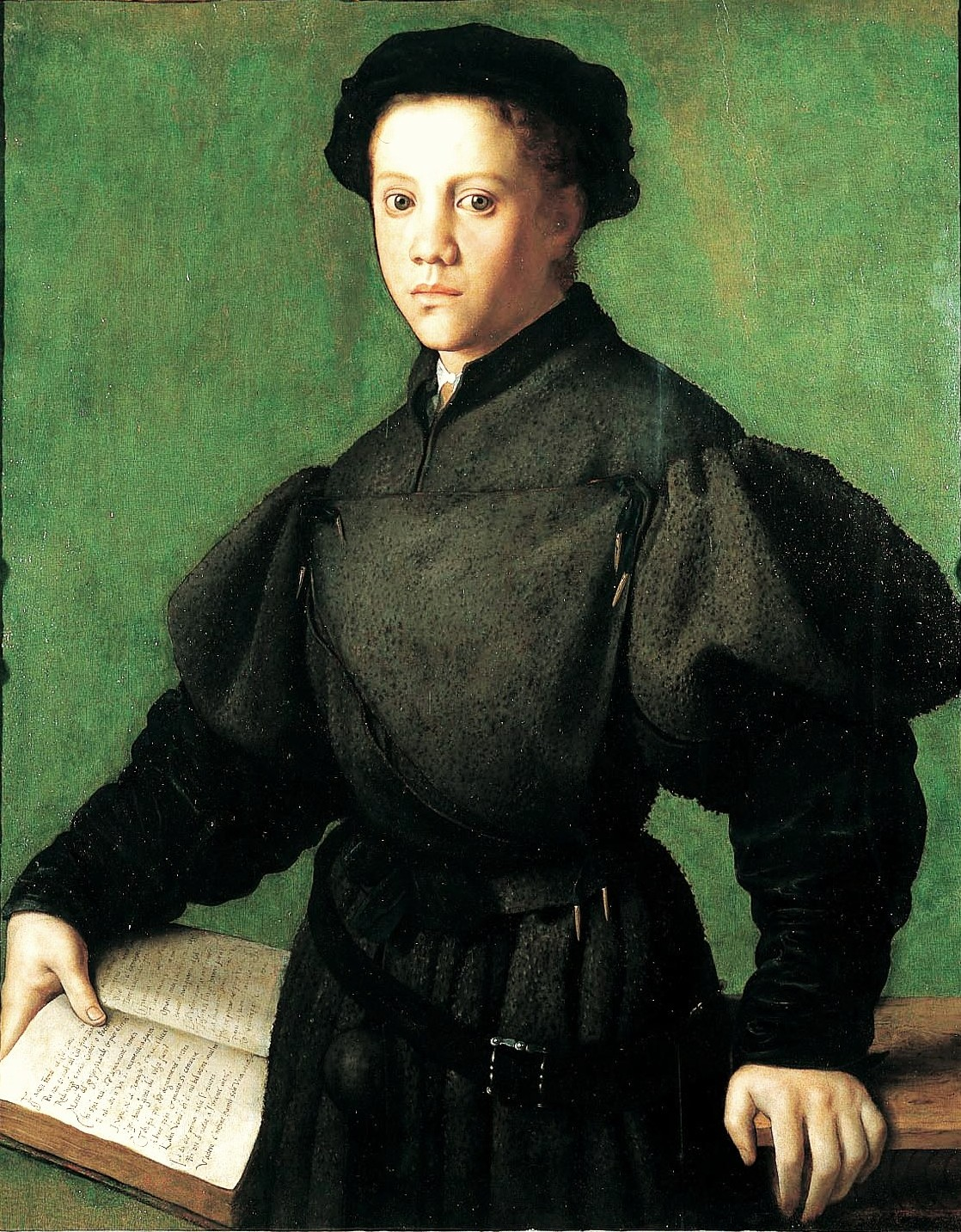
布龍齊諾的《羅倫佐·蘭齊肖像》（Ritratto di Lorenzo Lenzi），90 × 71cm，約繪於1527－1528年，1935年始藏，來自路易吉·阿爾貝里科·特里武爾齊奧的藏品
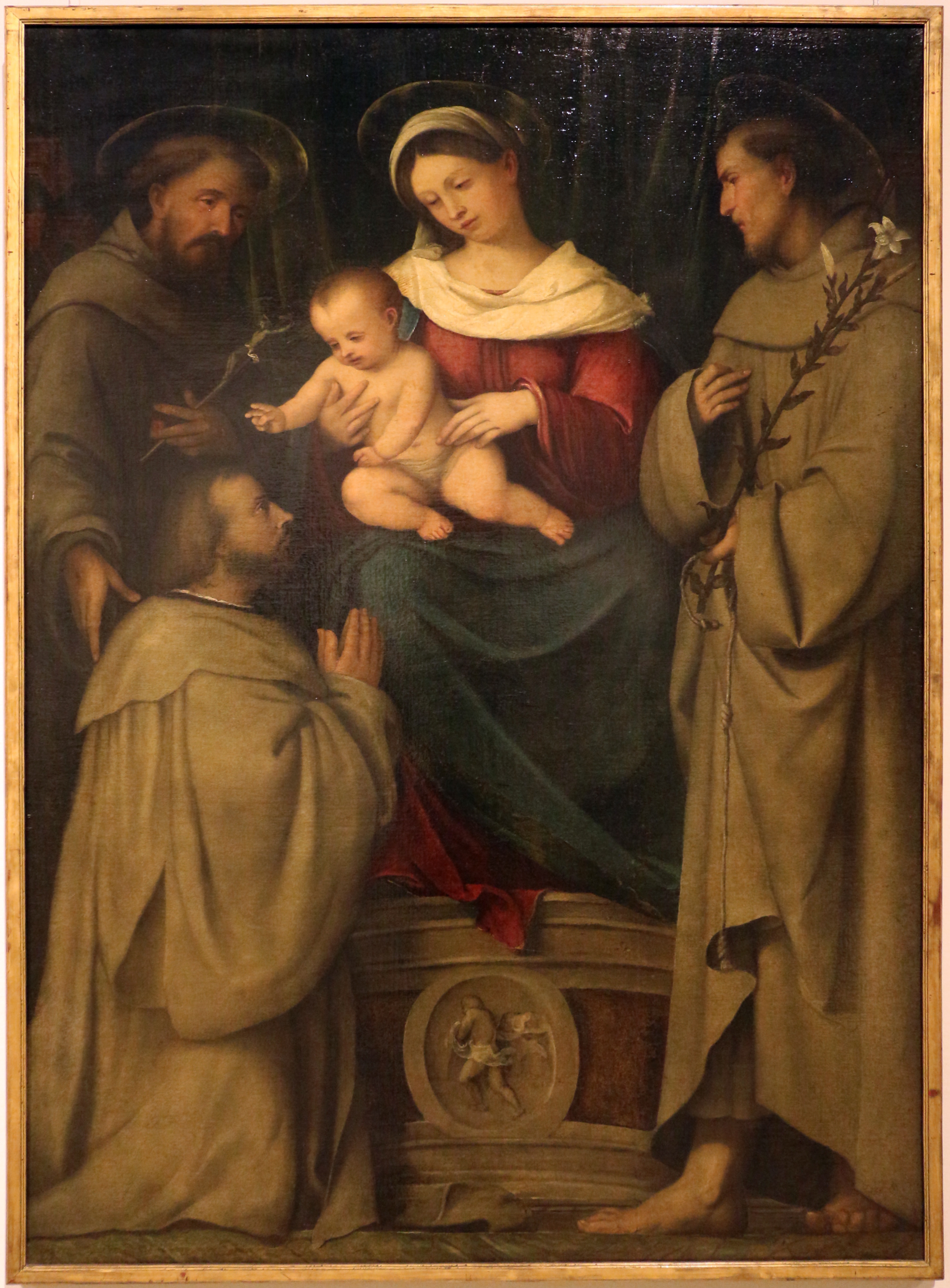
羅馬尼諾（英语：Romanino）的《寶座上的聖母子與聖方濟各、里斯本的聖安多尼和捐贈者》（Madonna in tro no col bambino tra i ss. Francesco, Antonio da padova e un donatore），176 × 126cm，約繪於1528-1529年，1935年始藏
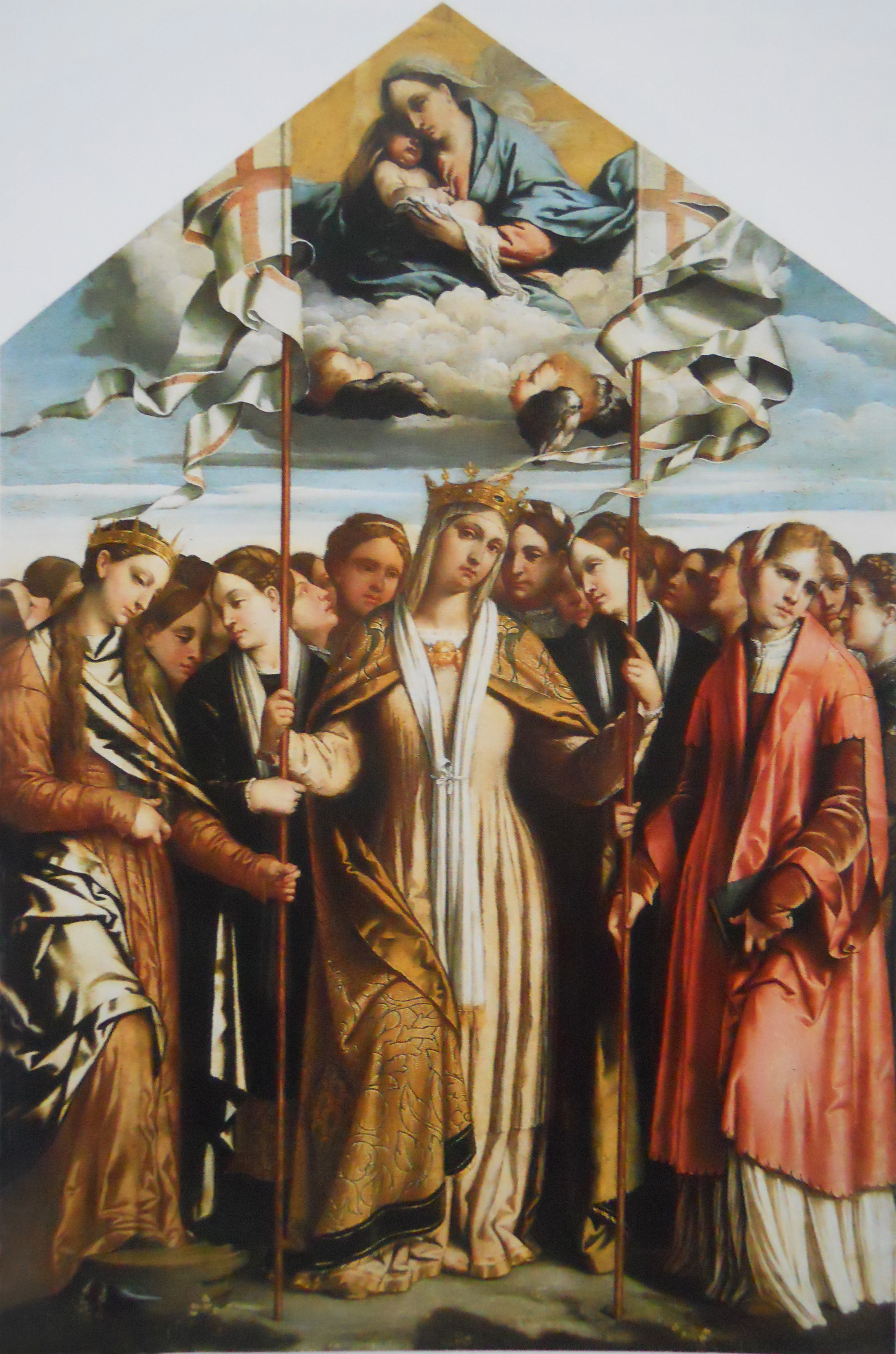
莫雷托（英语：Moretto da Brescia）的《聖烏蘇拉和侍女》（Sant'Orsola e le vergini compagne），210 × 141cm，約繪於1537年，1903年始藏
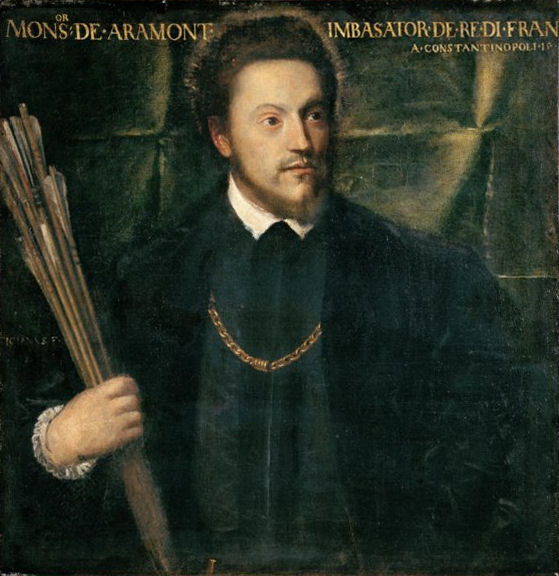
提香的《加布里耶·德·魯耶·達·阿哈蒙大使肖像畫（義大利語：Ritratto dell'ambasciatore Gabriel de Luetz d'Aramont）》，76 × 74cm，約繪於1541年，1935年始藏，來自路易吉·阿爾貝里科·特里武爾齊奧的藏品
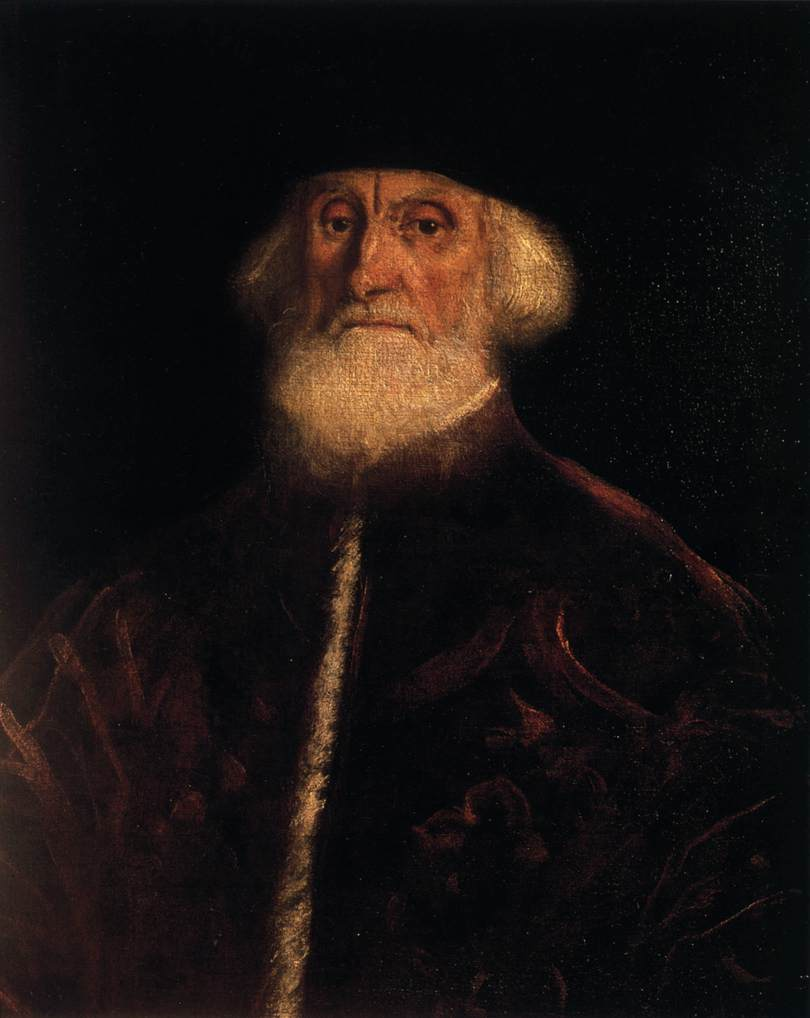
丁托列托的《检察官雅各布·索兰佐肖像画》，75 × 60cm，約繪於1550年，1865年始藏
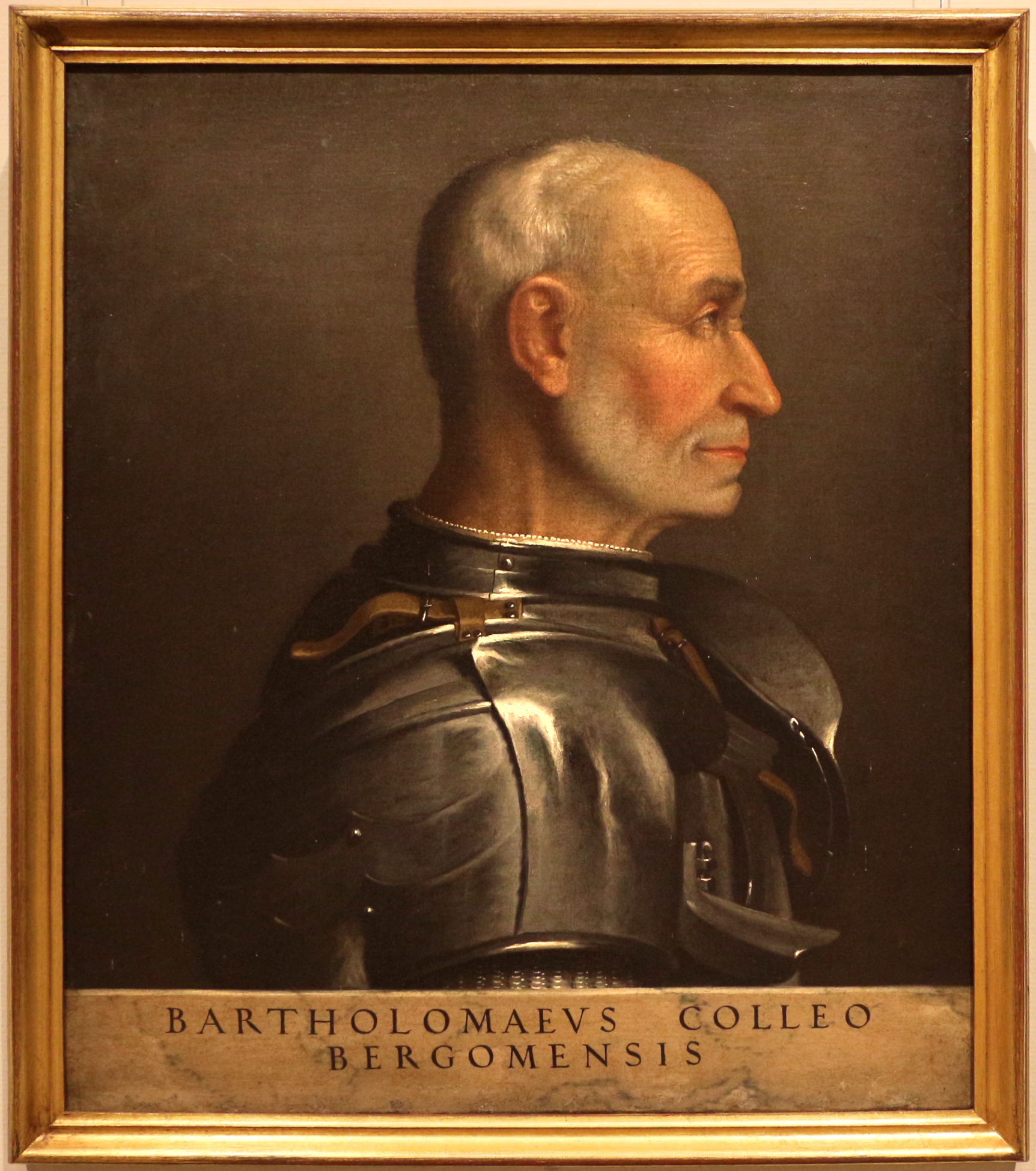
乔瓦尼·巴蒂斯塔·莫罗尼（英语：Giovan Battista Moroni）的《巴托洛梅奧·科萊奧尼肖像畫（義大利語：Ritratto di Bartolomeo Colleoni）》，62 × 50cm，約繪於1566－1569年，1935年始藏，來自路易吉·阿爾貝里科·特里武爾齊奧的藏品
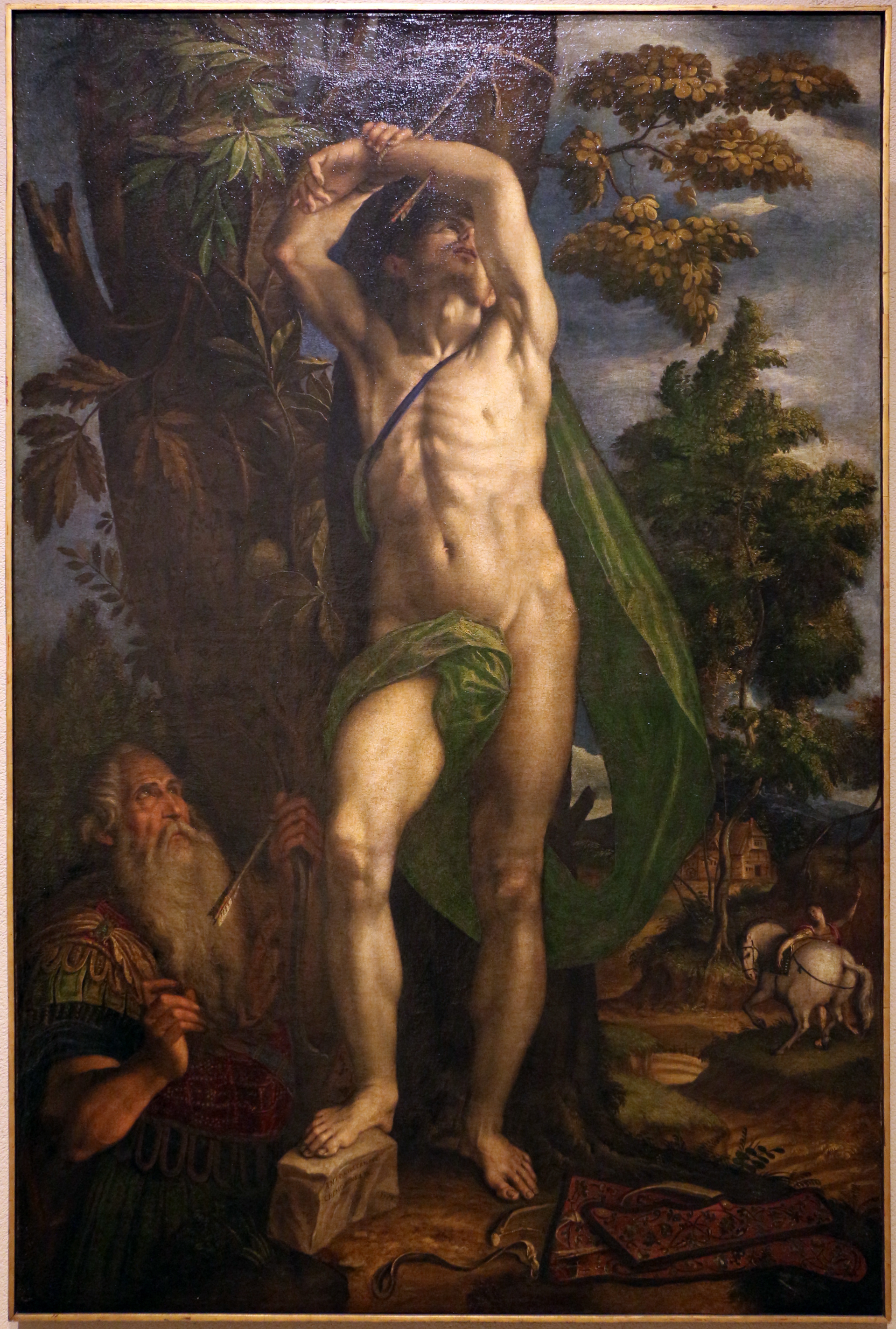
安東尼奧·坎皮（英语：Antonio Campi）的《聖塞巴斯蒂亞諾的殉道》（Martirio di san Sebastiano），210 × 137cm，約繪於1575年，1938年始藏
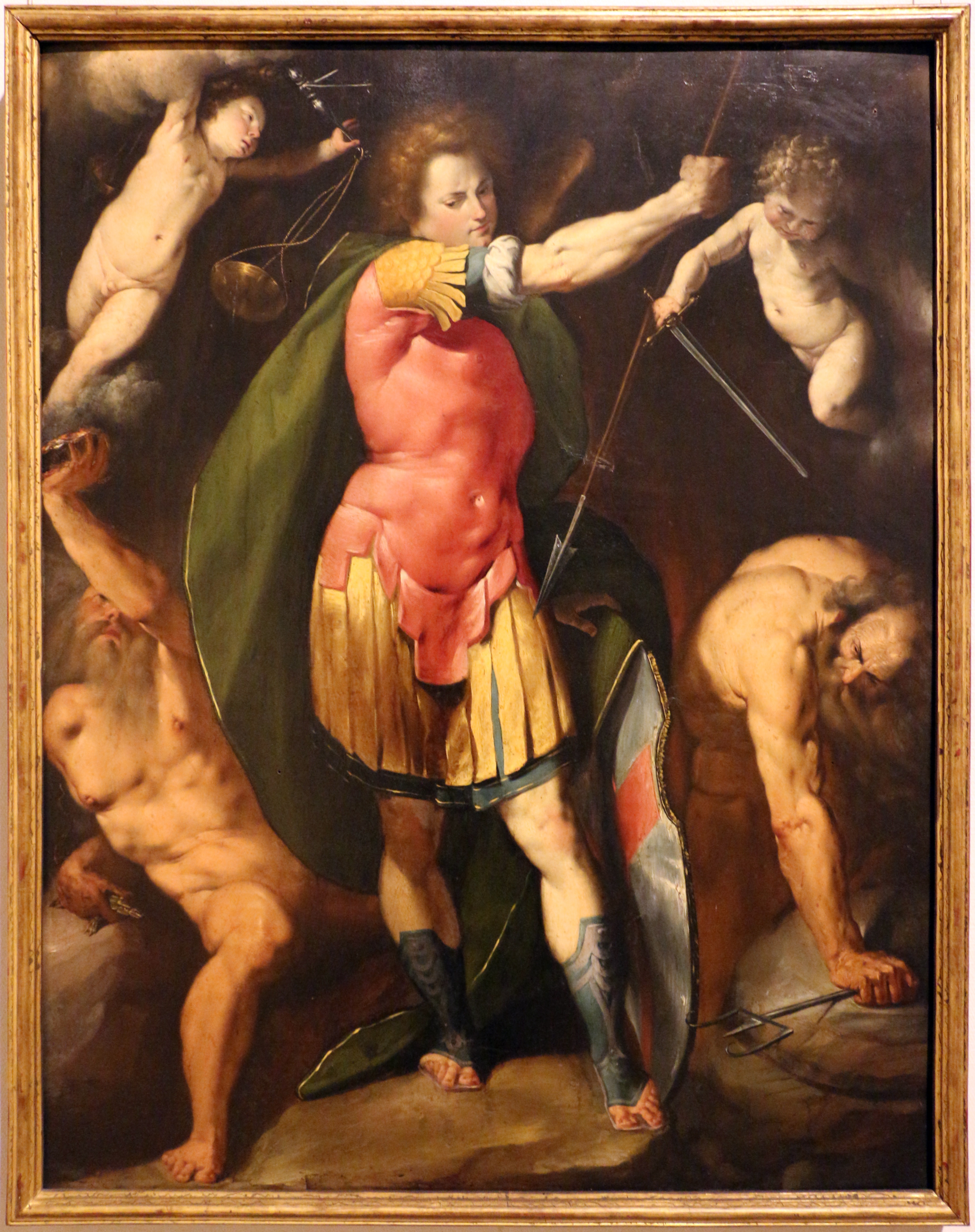
乔瓦尼·巴蒂斯塔·克雷斯皮（英语：Giovanni Battista Crespi）的《大天使聖米迦勒》（san michele arcangelo），98 × 76cm，約繪於1605-1610年，1863年始藏
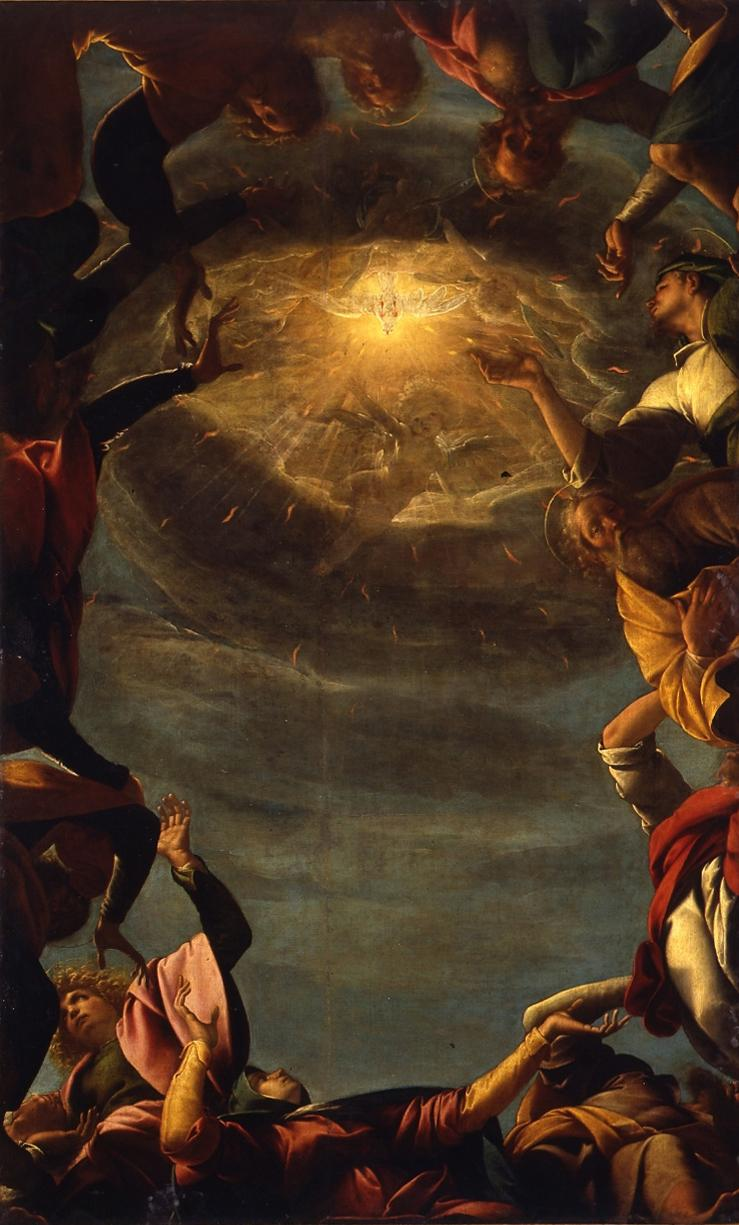
皮耶爾·弗朗切斯科·馬祖凱利（英语：Pier Francesco Mazzucchelli）的《五旬節》（Pentecoste），285 × 178cm，約繪於1615年，1878年始藏，來自朱利康素蒂宮的會議廳
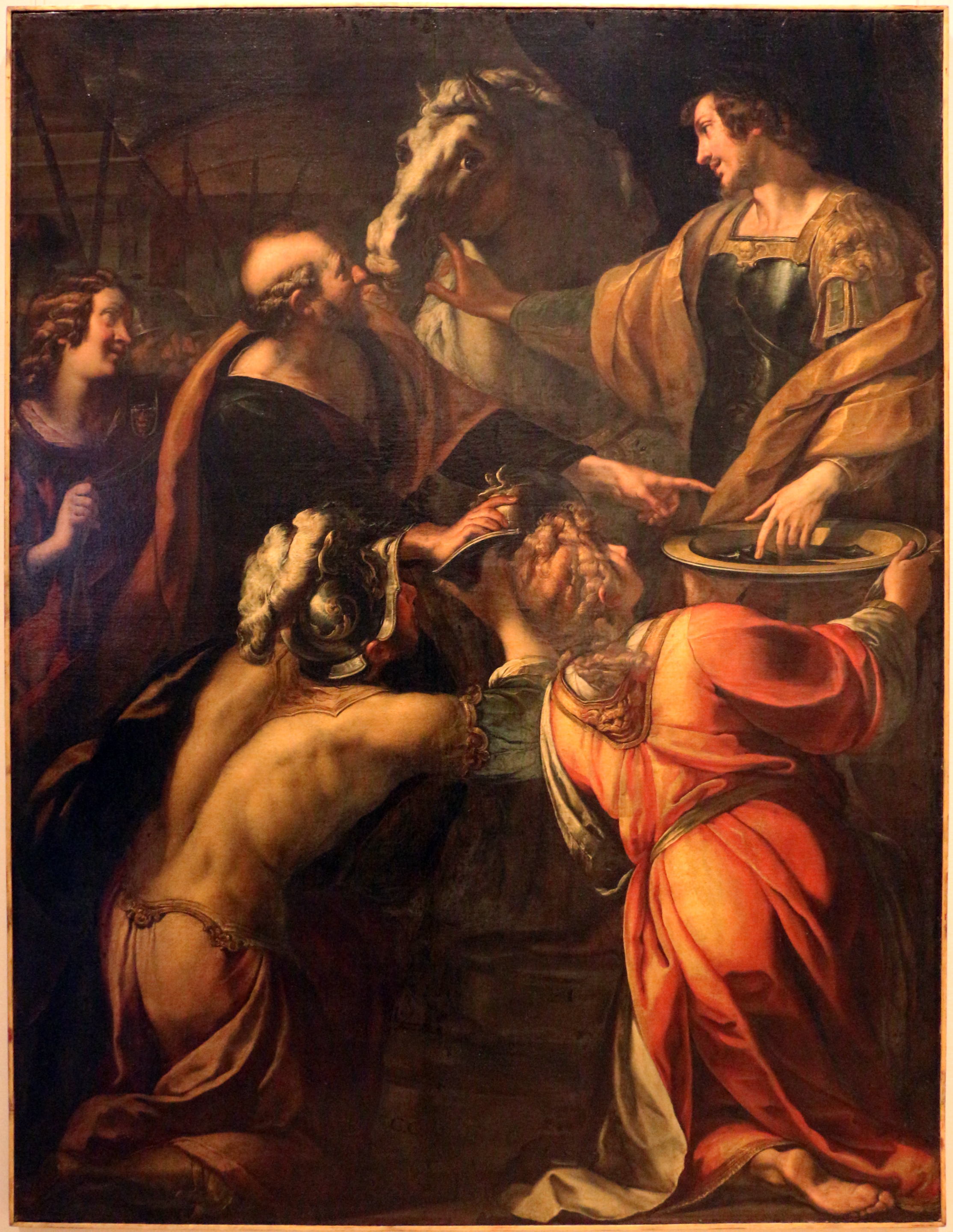
朱利奧·切薩雷·普羅卡齊尼（英语：Giulio Cesare Procaccini）的《君士坦丁接受耶穌受難留下的聖物》（Costantino riceve i resti degli strumenti della Passione），240 × 180cm，約繪於1620年，1878年始藏，來自朱利康素蒂宮
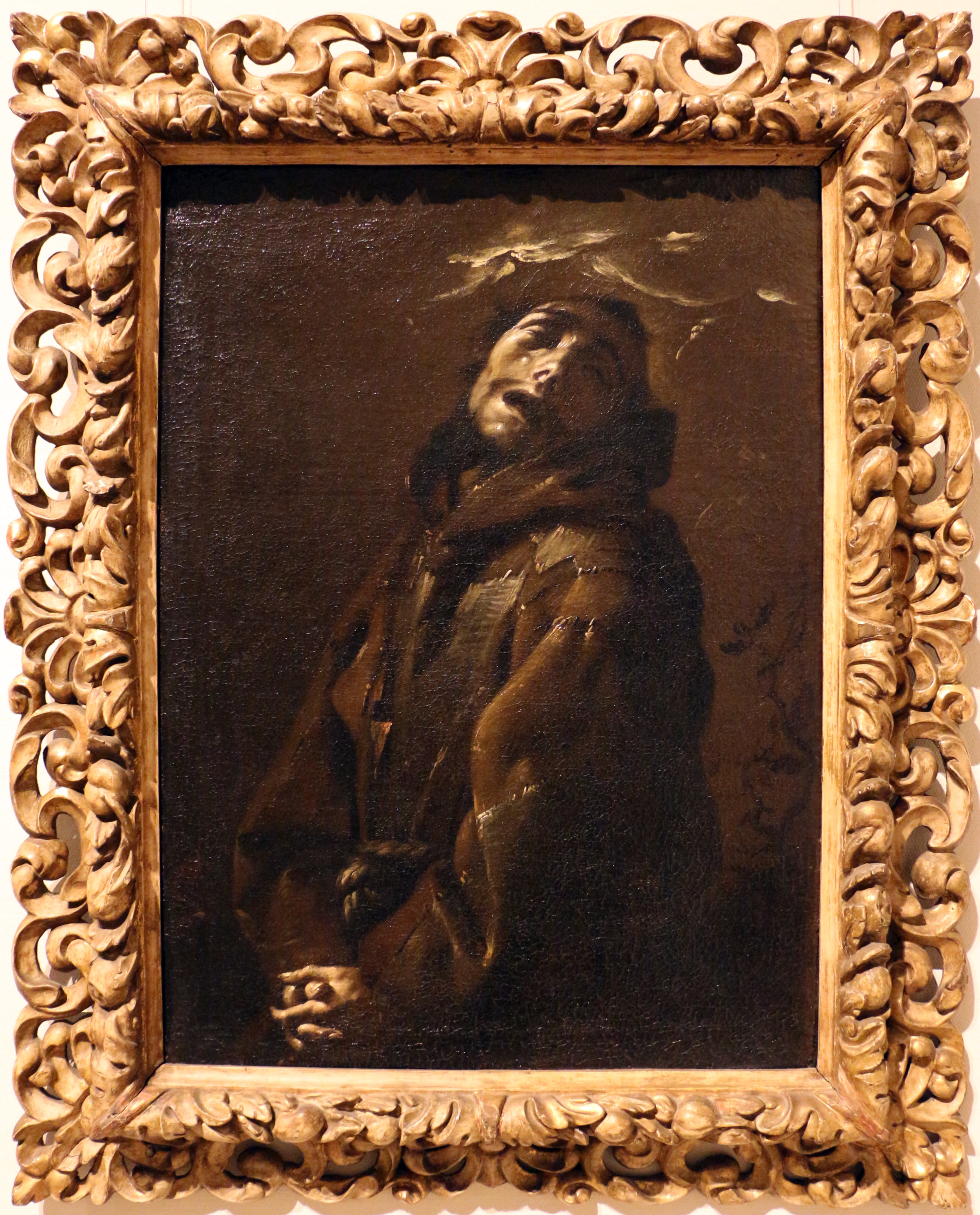
弗朗切斯科·卡伊罗（英语：Francesco Cairo）的《聖方濟各的狂喜》（San Francesco in estasi），74 × 53cm，約繪於1633-1635年，1905年始藏
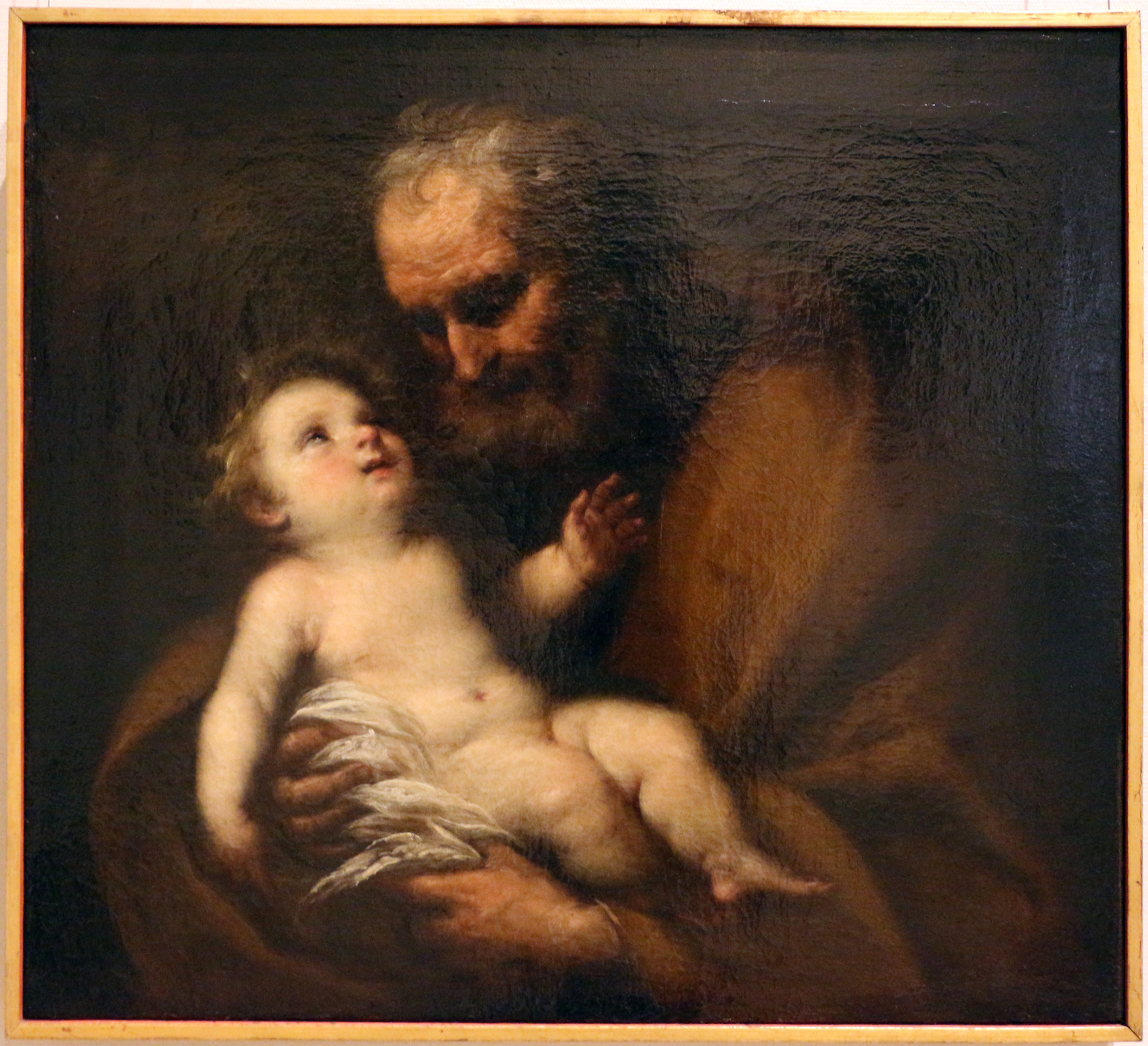
卡洛·弗朗切斯科·努沃洛內（英语：Carlo Francesco Nuvolone）的《聖朱塞佩與聖子》（San Giuseppe col Bambino），74 × 80cm，約繪於1638年，1881年始藏
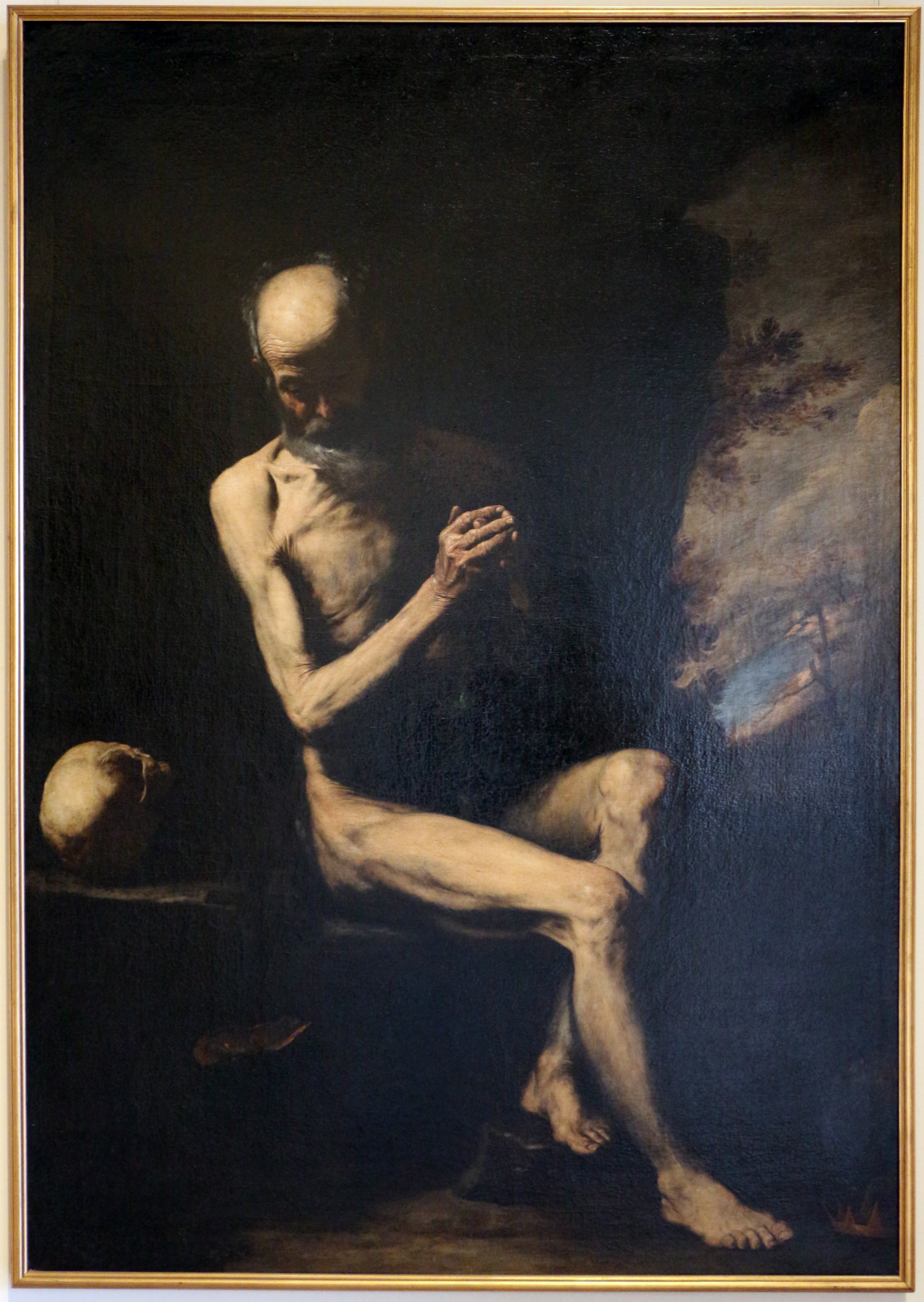
胡塞佩·德·里貝拉的《隱居聖人》（Santo Eremita），178 × 128cm，約繪於1650年，1899年始藏
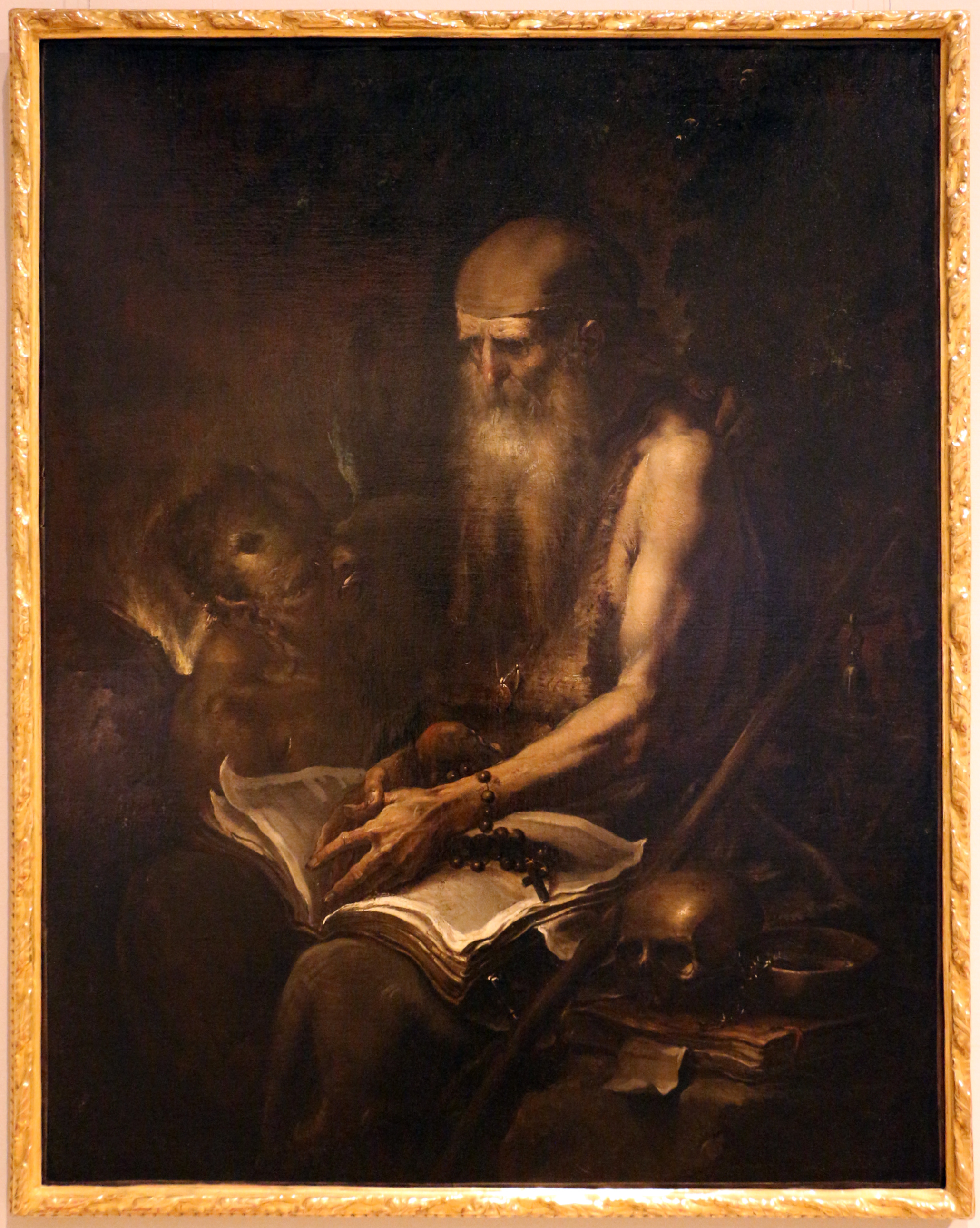
塞巴斯蒂亞諾·里奇（英语：Sebastiano Ricci）的《聖安東尼奧的冥想》（Tentazione di sant'Antonio），147 × 114.5cm，約繪於1694－1696年，1988年始藏
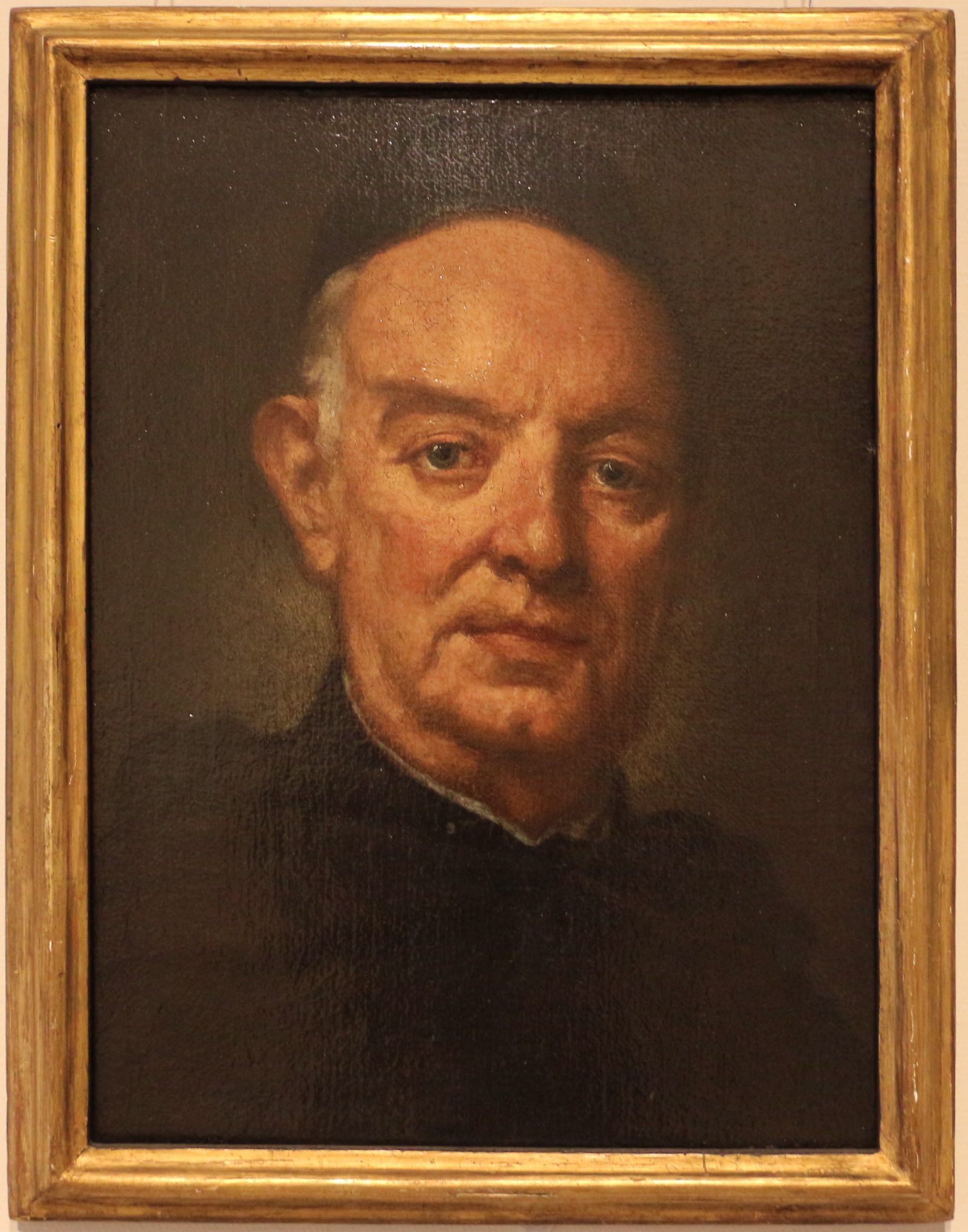
弗拉·加爾加里奧（英语：Fra Galgario）的《自畫像》（Autoritratto），53 × 48cm，約繪於1732年，1863年始藏
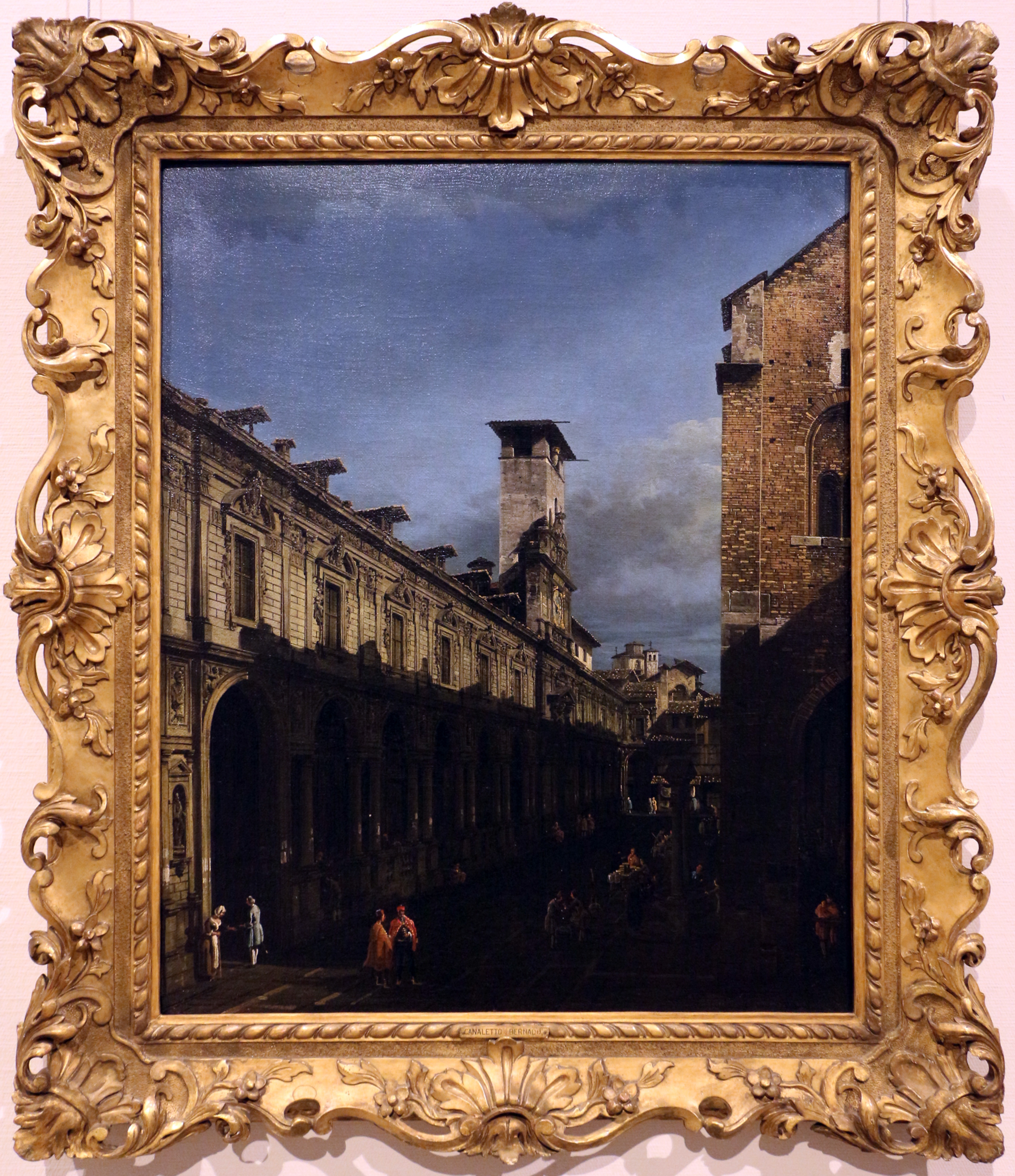
貝納多·貝洛托的《朱利康素蒂宮和米蘭市政廳》（Il Palazzo dei Giureconsulti e il broletto a Milano），71 × 56cm，約繪於1744年，1998年始藏
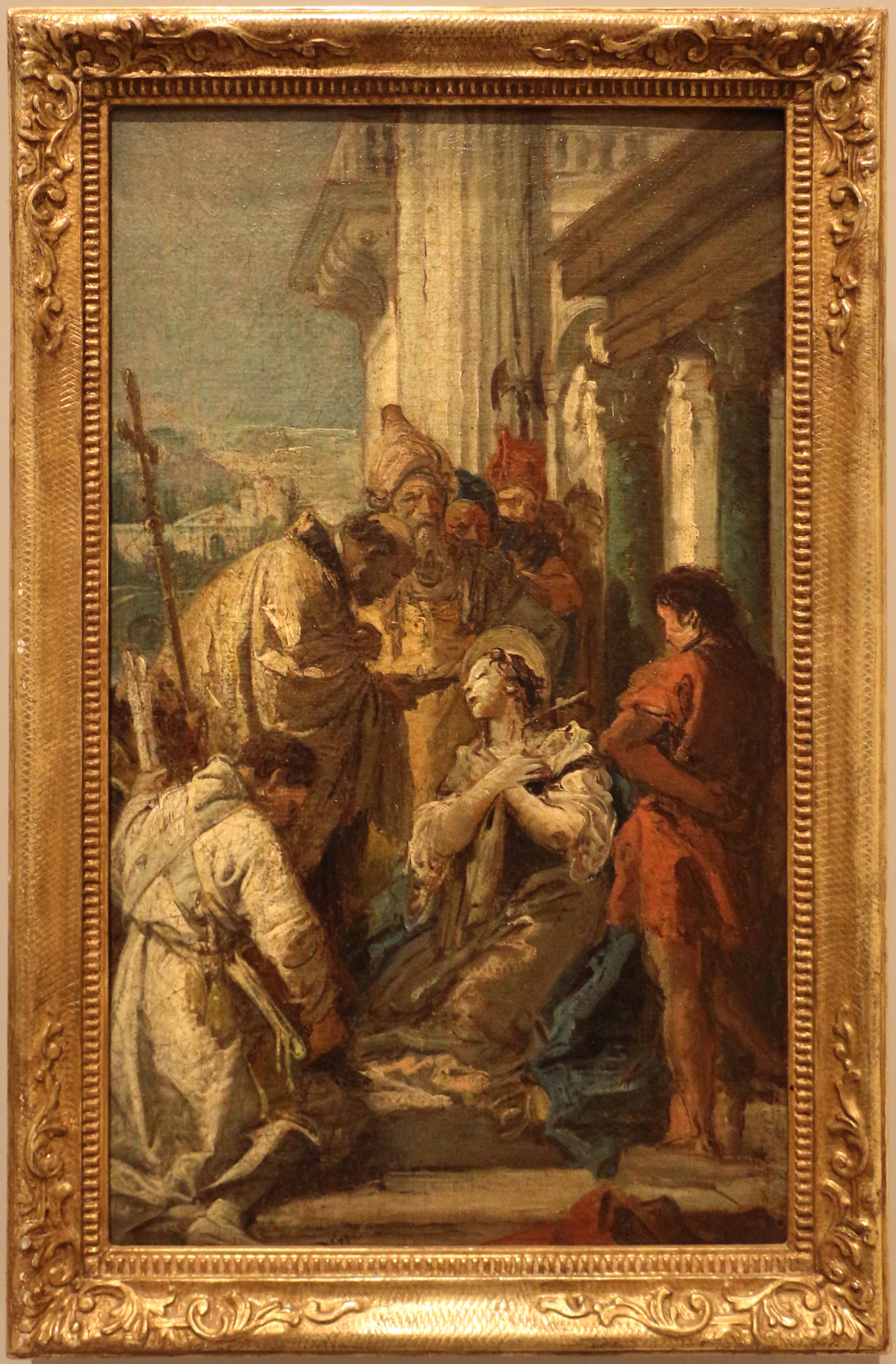
乔瓦尼·巴蒂斯塔·提埃坡罗的《使徒聖露琪亞》（Comunione di santa Lucia），39 × 23cm，約繪於1748年，1863年始藏
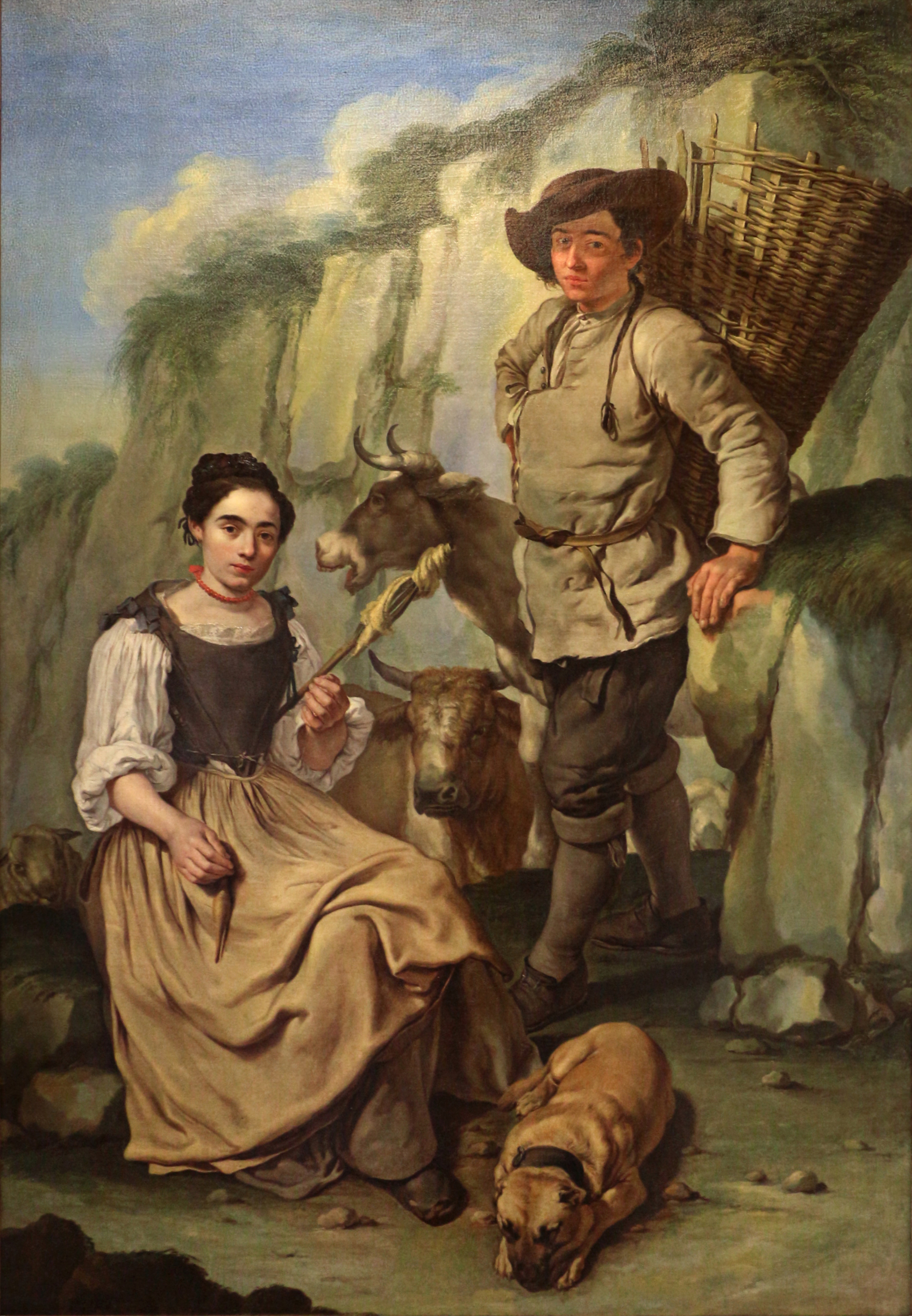
賈科莫·切魯蒂（英语：Giacomo Ceruti）的《紡紗工與背竹簍的農民》（ Filatrice e contadino con la gerla），218 × 143cm，約繪於1765年，1953年始藏
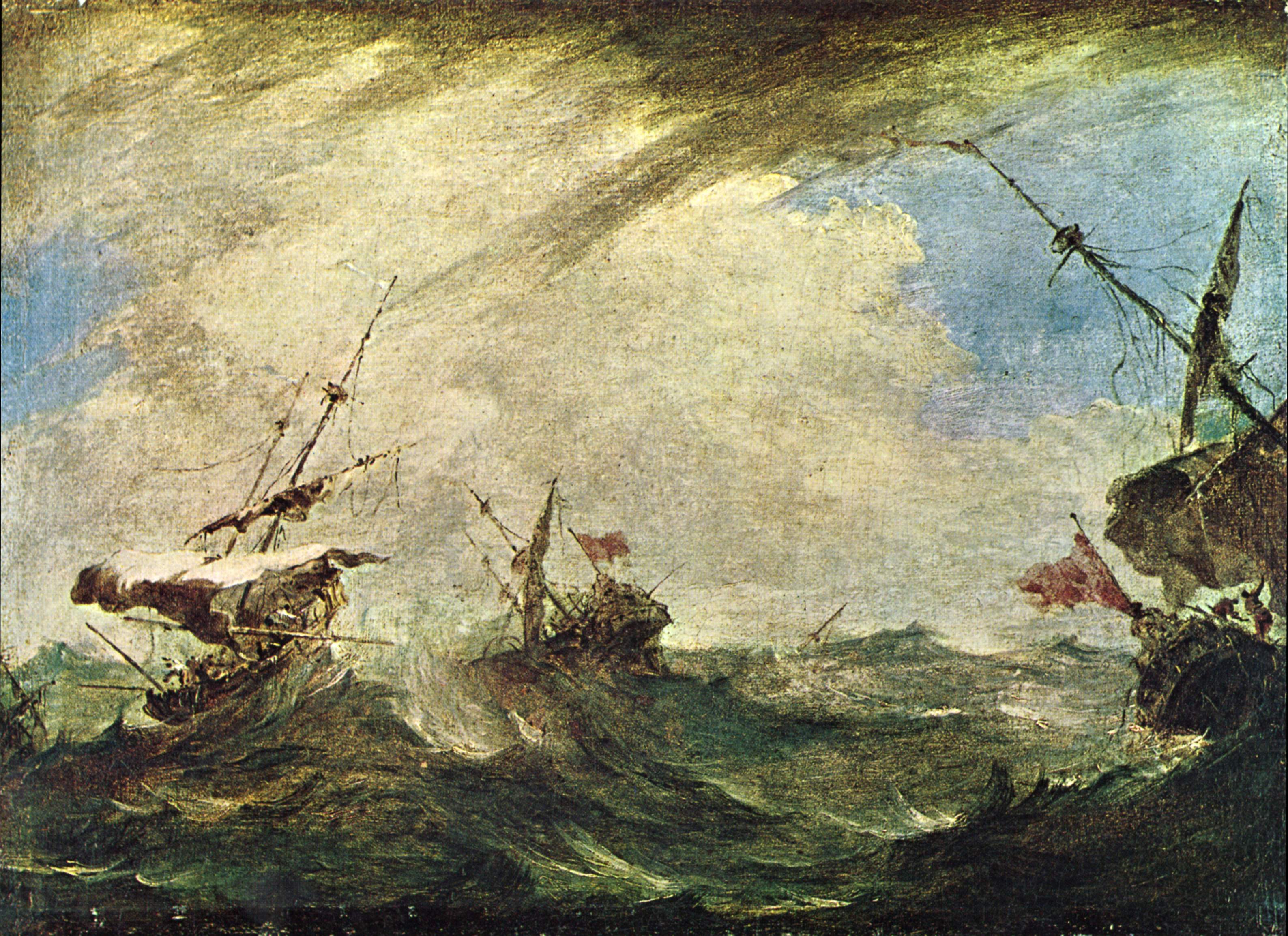
弗朗切斯科·瓜爾迪的《風暴》（Burrasca），33 × 45cm，約繪於1775-1793年，1863年始藏

### 引用
1. ↑   Astolfi, p.8-19.
2. ↑   Astolfi, p.40.
3. ↑   Astolfi, p.42.
4. ↑   Astolfi, p.50.
5. ↑   Astolfi, p.52.
6. ↑   Astolfi, p.56.
7. ↑   Astolfi, p.58.
8. ↑   Astolfi, p.66.
9. ↑   Astolfi, p.76.
10. ↑   Astolfi, p.80.
11. ↑   Astolfi, p.82.
12. ↑   Astolfi, p.84.
13. ↑   Astolfi, p.92.
14. ↑   Astolfi, p.95.
15. ↑   Astolfi, p.100.
16. ↑   Astolfi, p.101.
17. ↑   Astolfi, p.102.
18. ↑   Astolfi, p.104.
19. ↑   Astolfi, p.105.
20. ↑   Astolfi, p.107.
21. ↑   Astolfi, p.108.
22. ↑   Astolfi, p.110.
23. ↑   Astolfi, p.111.
24. ↑   Astolfi, p.117.
25. ↑   Astolfi, p.118.
26. ↑   Astolfi, p.120.
27. ↑   Astolfi, p.124.
28. ↑   Astolfi, p.126.
29. ↑   Astolfi, p.130.
30. ↑   Astolfi, p.132.
31. ↑   Astolfi, p.133.
32. ↑   Astolfi, p.134.
33. ↑   Astolfi, p.138.
34. ↑   Astolfi, p.144.
35. ↑   Astolfi, p.146.
36. ↑   Astolfi, p.148.
37. ↑   Astolfi, p.150.